# Taborstraße
 (mai 2024).

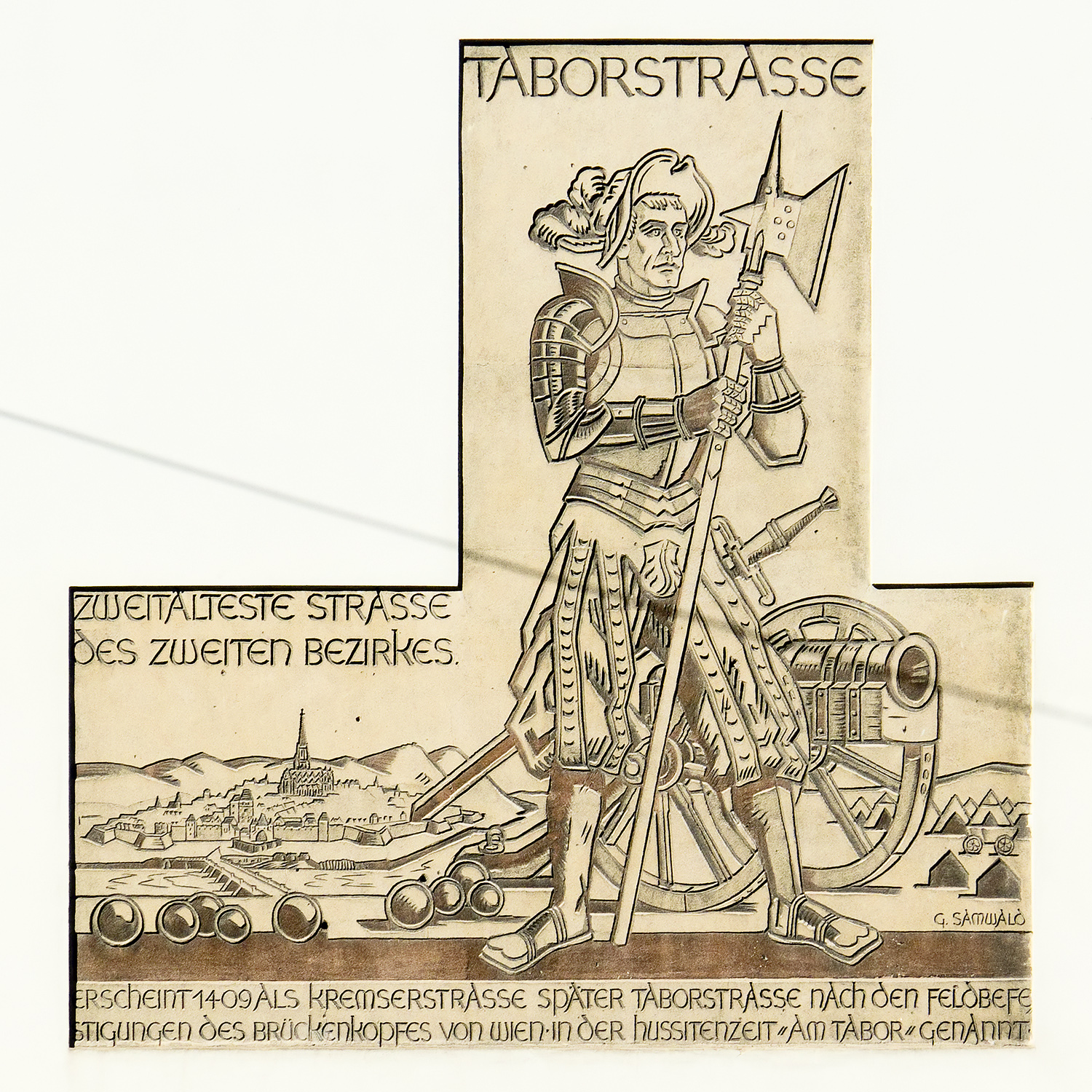
Sgraffites sur le mur est de l'église des Carmélites

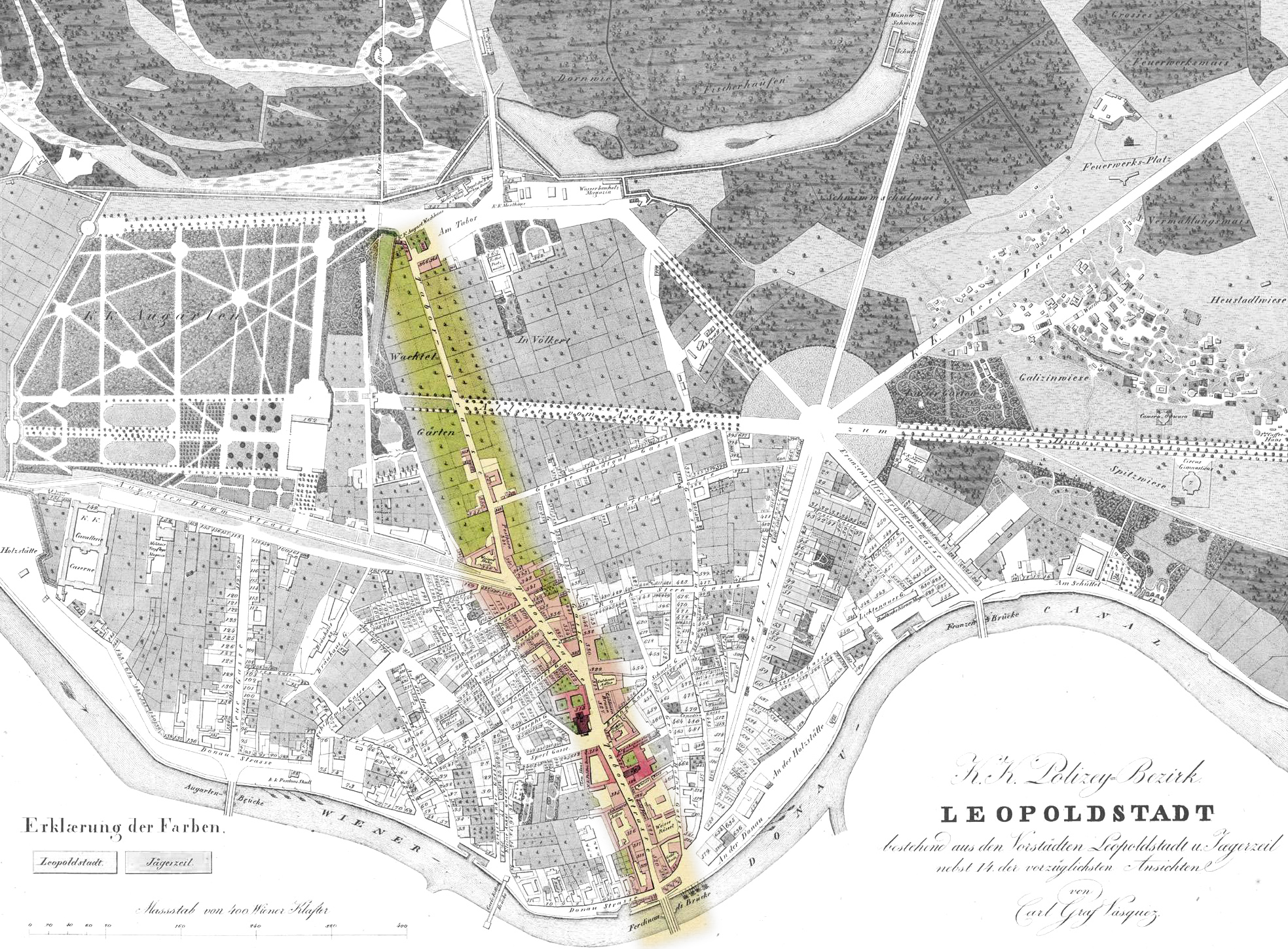
Taborstrasse vers 1830 : la partie nord jusqu'à l'actuelle Nordwestbahnstrasse est encore largement sous-développée

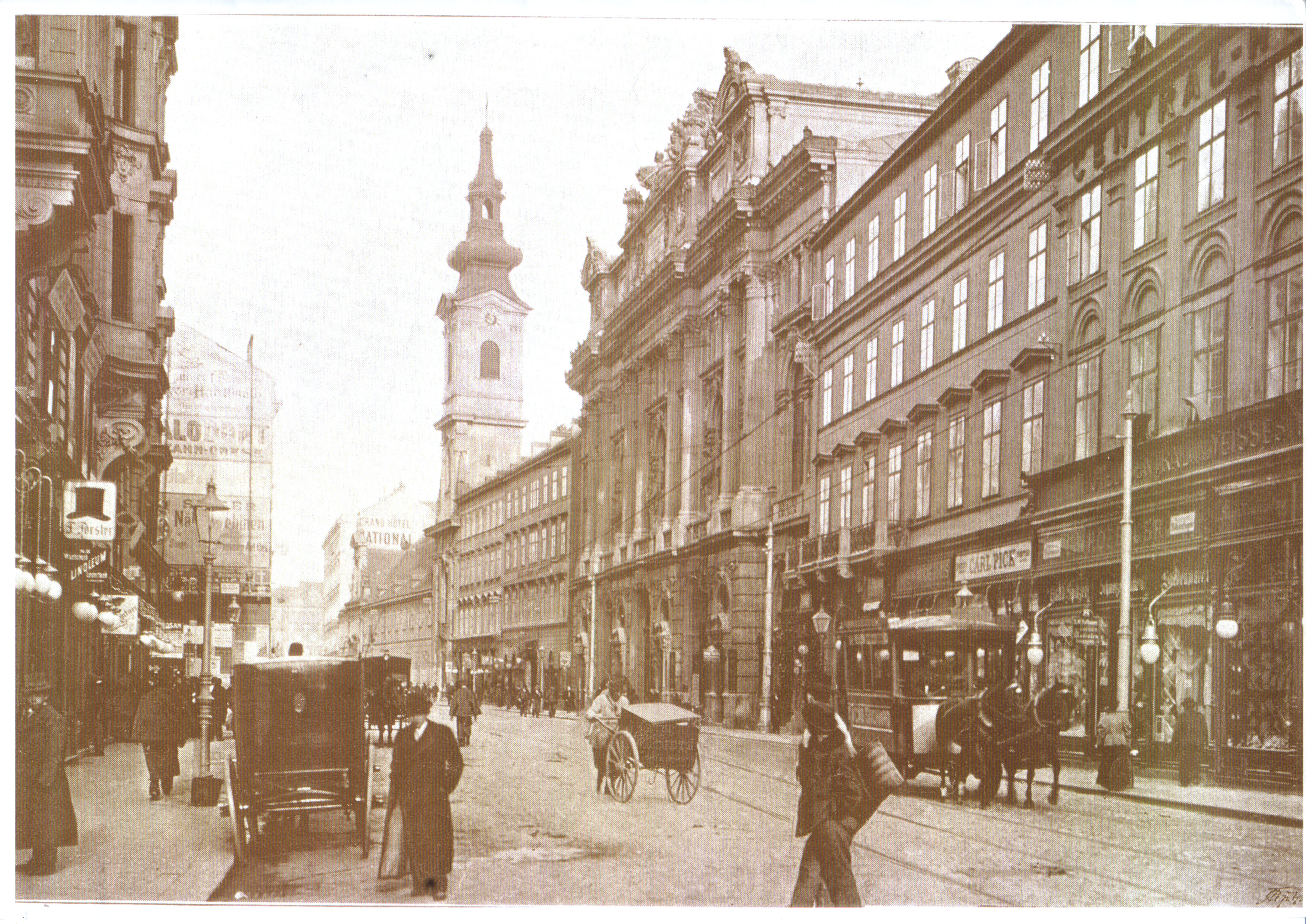
La Bourse d'échange de produits au numéro 10, derrière elle l'église des Frères de la Miséricorde au n°16, après 1890

La Taborstraße est une rue de Vienne, située dans le quartier Leopoldstadt, entre le canal du Danube et la Vorgartenstraße. Elle fait environ 2,5 km de long. Depuis 1900, le 20e arrondissement de Brigittenau, alors séparé de Leopoldstadt, borde le côté ouest gauche de la rue allant de la Nordwestbahnstraße à la Nordbahnstraße. La rue reçut son nom actuel vers 1850.

## Histoire

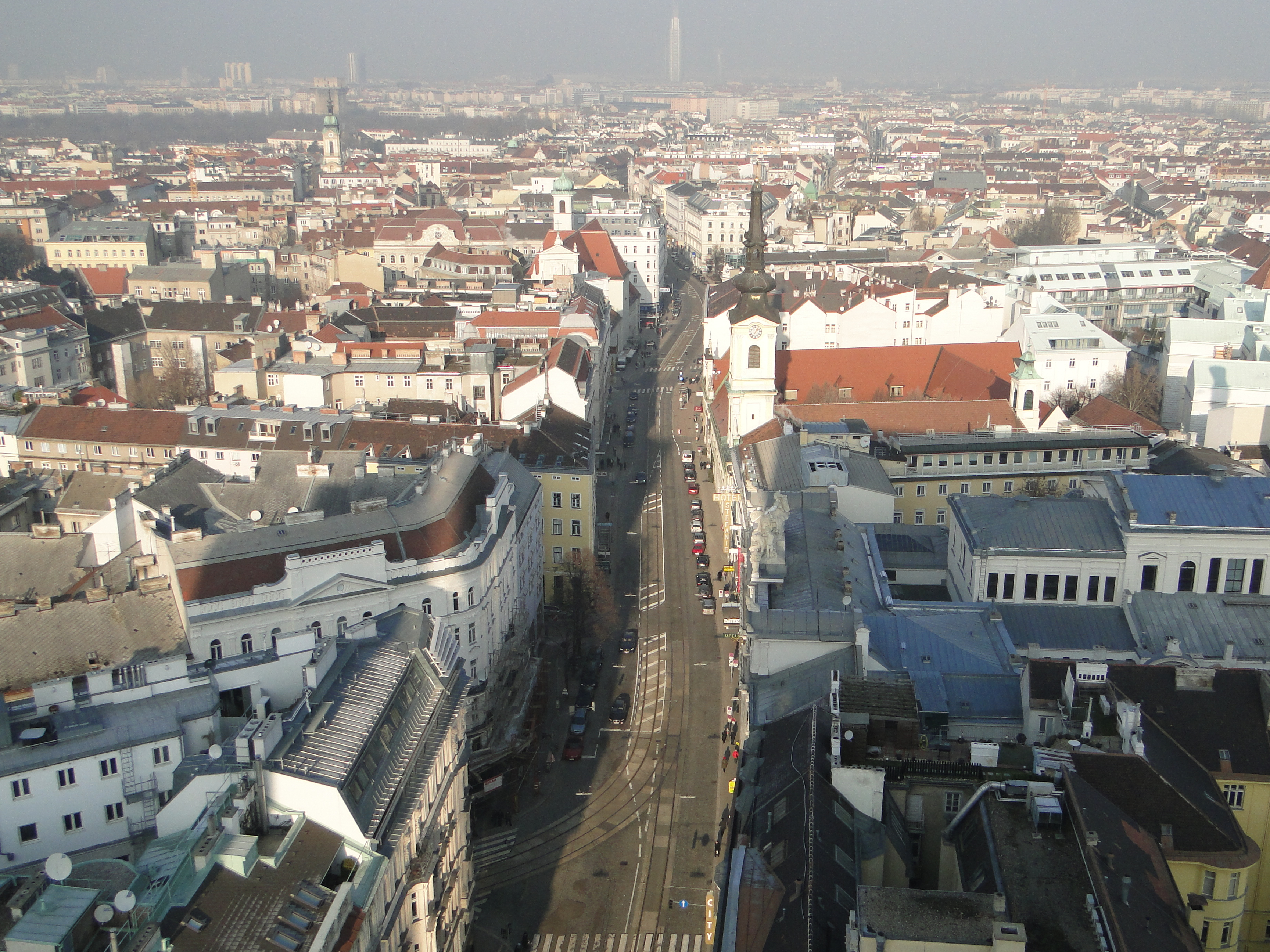
La Taborstrasse sud photographiée depuis la Design Tower

La Taborstraße est l'une des plus anciennes rues de Vienne. Elle a été mentionnée pour la première fois par écrit en 1406 sous le nom de Kremser Straße ; ce nom fut utilisé jusqu'au XVIe siècle. Elle doit plus tard son nom aux fortifications appelées Tabor, dont l'une existe depuis le XVe siècle. De là, des ponts et des ferries traversaient les bras du Danube en direction de Floridsdorf (le Tabor fut déplacé en 1698).
En raison de son importance routière, la Taborstraße est devenue la rue principale de Leopoldstadt, qui a été incorporée à la ville de Vienne en 1850, et est, avec la Praterstraße, l'une des rues commerciales les plus importantes du district.

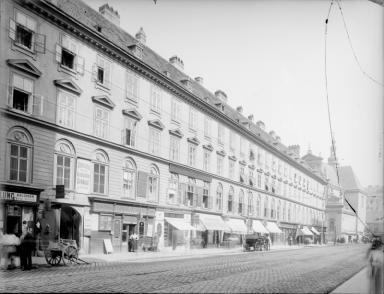
N° 17 : « Au cerf d'or », vers 1902
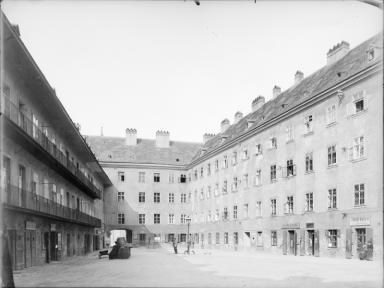
N° 17, vers 1902
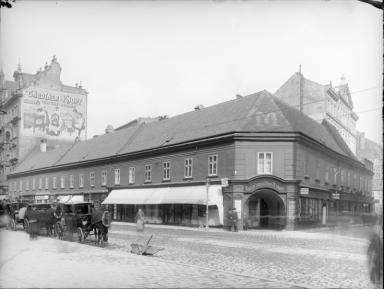
N° 20, coin de la Schmelzgasse, « À la fontaine d'or », vers 1902
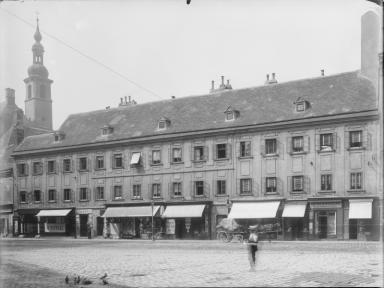
N° 21, au fond l'église des Carmélites, vers 1902
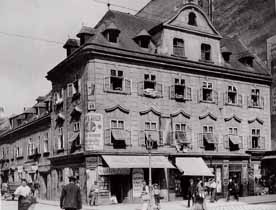
N° 48, vers 1880

## Bâtiments
Les bâtiments remarquables actuels et anciens de la Taborstraße sont les suivants (numéros de maison impairs du côté ouest de la rue, voire du côté est de la rue ; la numérotation commence au canal du Danube) :
- N°1 : Mediatower du groupe d'édition News (architecte : Hans Hollein), achevée en 2001. La « Kroatenhaus », une petite maison dans laquelle se trouvait un café appartenant à Ignaz Wagner, père d'une des maîtresses de Ferdinand Raimund, s'y trouvait jusqu'en 1912. Il a vécu ici peu de temps avant sa mort. À partir de 1955, la société pétrolière OMV était située dans le bâtiment « Maison ÖMV », qui a été démolie en 1997.
- N° 2, à l'angle de la Praterstraße : hôtel et bâtiment commercial Uniqa (Hôtel Sofitel et Stilwerk, architecte : Jean Nouvel, adresse principale : Praterstraße 1), inauguré en 2010. En 1770, un incendie s'est déclaré ici dans le « Golden Lamm », dans laquelle l'empereur Joseph II a failli être tué par l'effondrement d'un mur. Otto von Bismarck visitait fréquemment l'hôtel Continental, qui a été construit à cet endroit en 1873 et a existé jusqu'en 1945.
- N°8, 8A et 8B : Hôtel Central, construit en 1914 par Siegfried Theiss et Hans Jaksch ; autrefois une buvette, puis une maison de prière juive. En outre, 1916-1996, le cinéma Tabor, l'un des plus grands de Vienne, avec à l'origine 1 000 places, puis 500 places[1].
- N°10 : ancienne Bourse de produits agricoles, édifiée en 1890, aujourd'hui scène Odéon du Serapionstheater
- N°12 : Hôtel Stefanie, depuis 1872, du nom de la princesse héritière Stéphanie, ancienne auberge
- N° 16 : Église monastique des Frères de la Miséricorde avec monastère et pharmacie du monastère, Hôpital des Frères de la Miséricorde depuis 1614
- N°17, 17A, 17B : nouveau bâtiment de 1911 ; ancien grand bâtiment résidentiel Zum Goldenen Hirschen, comprenant la résidence de Johann Strauss (père)
- Entre les n°17 et 17A : Lassingleithnerplatz
- Entre les n° 17B et 19 : Église des Carmes de Saint-Joseph et Karmeliterplatz
- N° 18, angle Schmelzgasse : anciennement Hôtel National, construit après 1847, architectes Ludwig Förster et Theophil Hansen, propriété de l'Hôpital des Frères de la Miséricorde depuis 2009, classé monument historique depuis 2019, agrandissement prévu à des fins hospitalières[2].
- N° 20, angle de la Schmelzgasse : anciennement le pub Zum goldenen Brunnen, démoli en 1908
- N° 24 : L'actuel gymnase Sigmund-Freud, alors école municipale, se trouvait ici de 1864 à 1877 ; le gymnase se trouvait dans le bâtiment voisin de la Glockengasse 2. Freud y est diplômé en 1873.
- N° 26 : Monument à Julius Ofner (1845-1924), homme politique social, membre du Reichsrat, 1919 membre de l'Assemblée nationale constituante ; de Karl Wollek, dévoilé en 1932, démonté pendant l'ère nazie en 1943, érigé provisoirement en 1948 et définitivement réinstallé en 1954
- N° 36 : La maison, construite par Erwin Raimann en 1912, abritait autrefois le cinéma Hélios (1913-1983 / 1988)[1]. La façade ondulée des baies vitrées présente des motifs en relief avec des personnages nus allongés au cinquième étage.
- N° 39, à l'angle de la Obere Augartenstraße : anciennement hôtel Bayerischer Hof avec brasserie bavaroise et salle de bal
- Numéros 39 et 40 : station de métro Taborstrasse (construite 2003-2008)
- N° 72 : Le futur architecte Richard Neutra a vécu ici avec ses parents vers 1900 lorsqu'il était enfant.
- N° 80, coin Am Tabor 2 : péage historique Am Tabor (l'extrémité nord de la Taborstraße se trouvait sur le bras du Danube qui passait autrefois ici)
- N° 89 : Chapelle Jean Népomucène (Am Tabor) (la frontière vers le 20ème arrondissement passe juste à côté de la chapelle)
- N° 89-93 : anciennement la salle de la Nordwestbahnhof (20e arrondissement)
- N° 90-92, : ancien Institut fédéral de recherche agrochimique, siège du tribunal de district de Leopoldstadt depuis 2001. Le premier élément d'origine (Agricultural Chemical Experiment Station à Vienne), Trunnerstraße 3, a été construit en 1893/94 par Franz Berger (1853–1938). L'élément comprenant le portail (Trunnerstraße 1) situé sur la Taborstraße a probablement été construit entre 1898 et 1900.
- N° 94, coin de la Marinelligasse : bâtiment communautaire Marinellihof, construit en 1926 (Arch. Leopold Schulz), du nom de Karl von Marinelli, directeur du théâtre de Leopoldstadt
- N° 120, campus universitaire Christine Nöstlinger dans le Nordbahnviertel, appelé « Fleur » en raison de sa forme caractéristique ; ouvert à l'automne 2020[3].

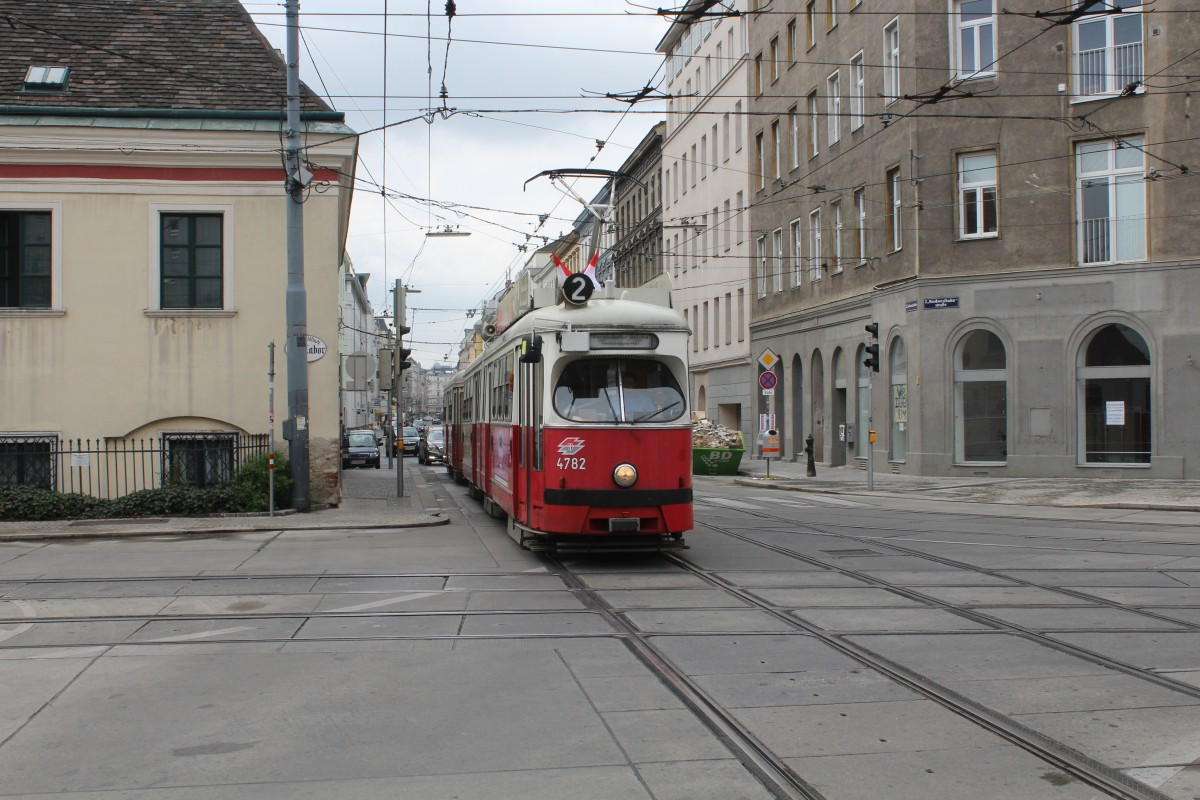
Circulation du tramway à l'intersection de la Taborstrasse avec Am Tabor et Nordwestbahnstrasse

## Informations complémentaires
- Un grand magasin de créateurs de la chaîne Stilwerk a ouvert ses portes dans le bâtiment hôtelier et commercial Uniqa au n°2 en décembre 2010.

- Au coin de la Blumauergasse se trouve le club Bricks, fréquenté principalement par des jeunes. Des marchés aux puces ont lieu dans toute la ruelle plusieurs fois par an.

- Dans les années 2000, la Taborstraße est devenue médiatique grâce à la série policière Trautmann sur la télévision ORF.

## Galerie

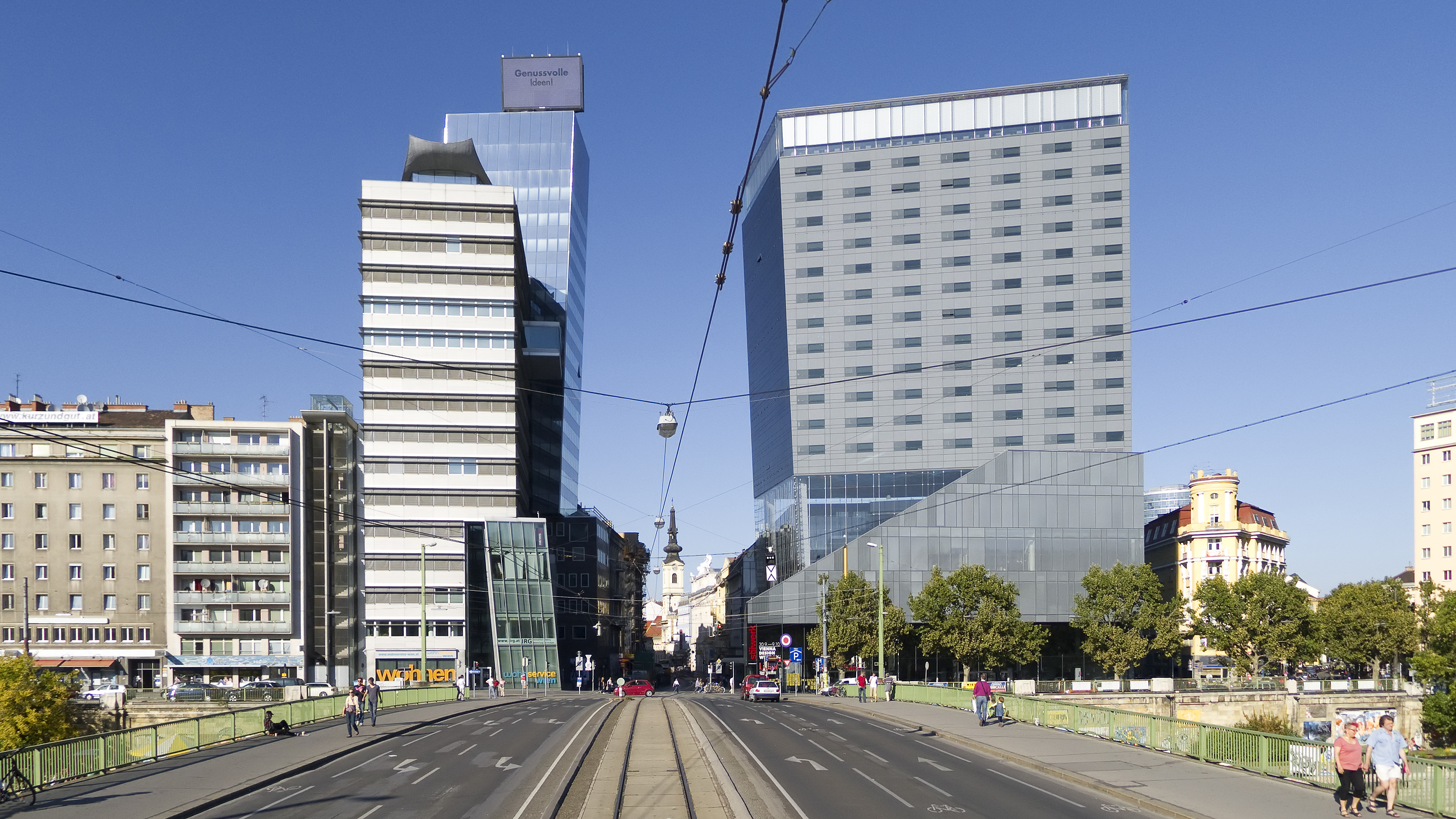
Taborstrasse à partir du n° 1
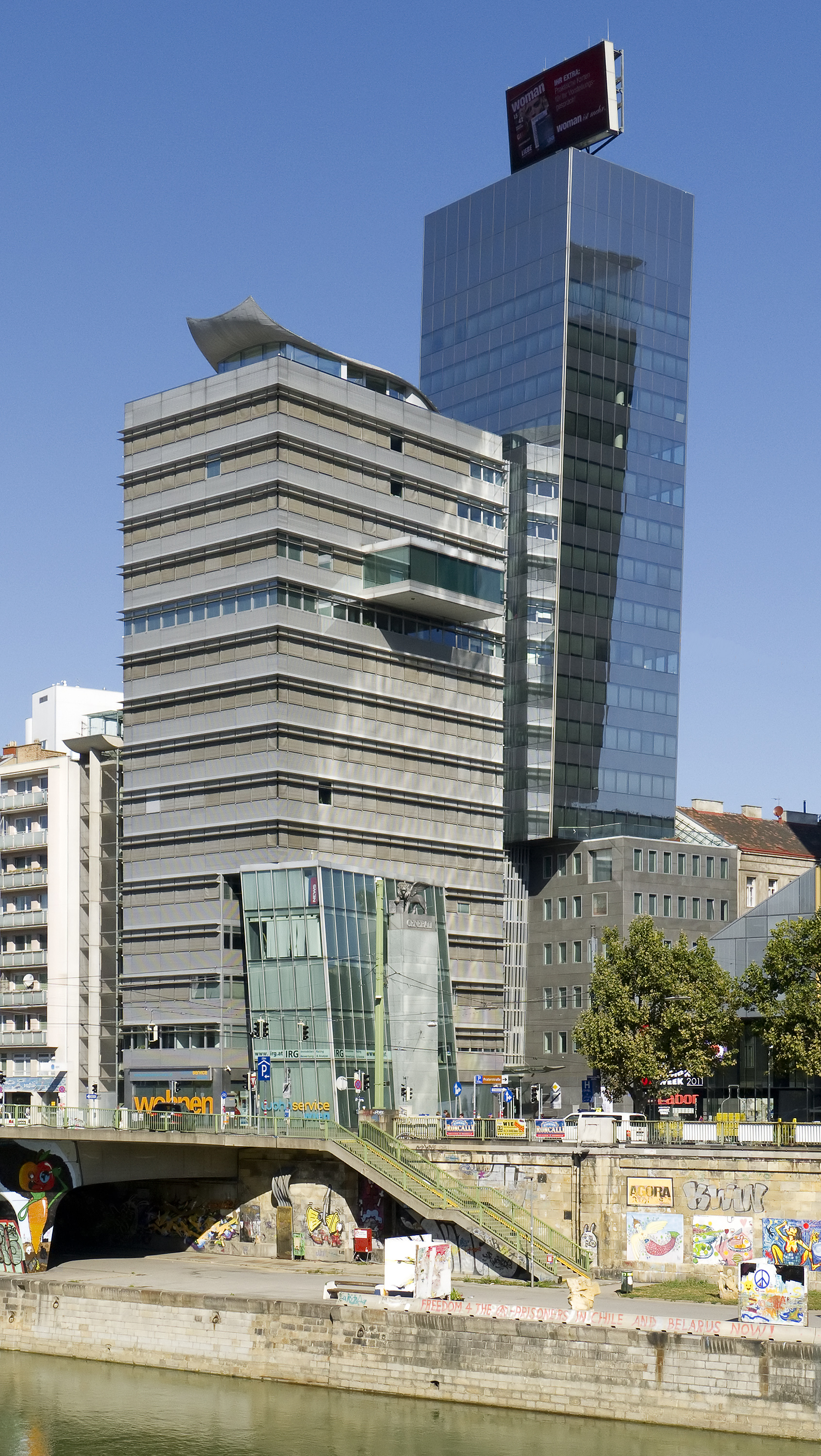
N° 1, Media Tower
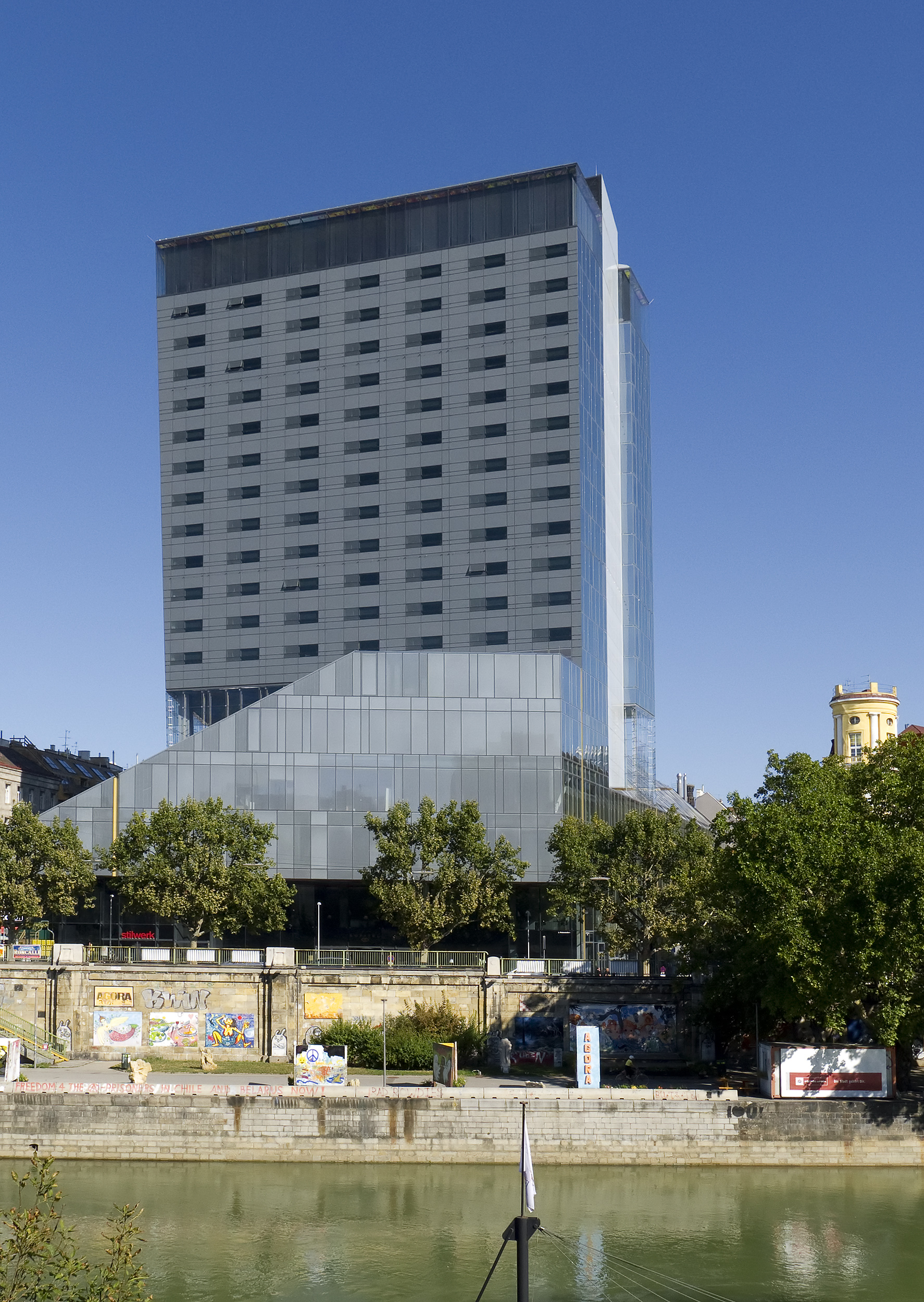
N° 2, bâtiment Uniqa
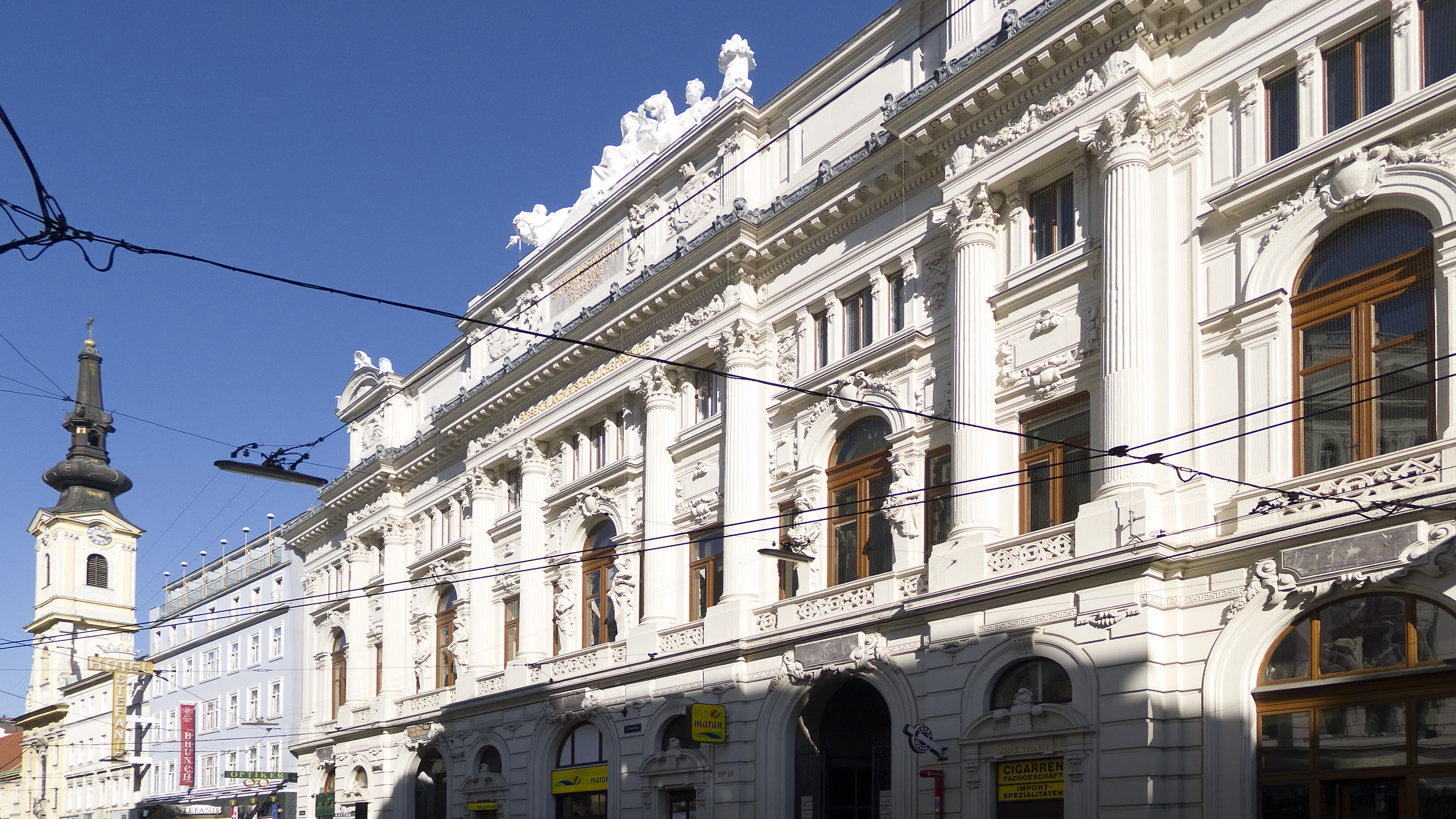
N° 10, Bourse d'échange de produits
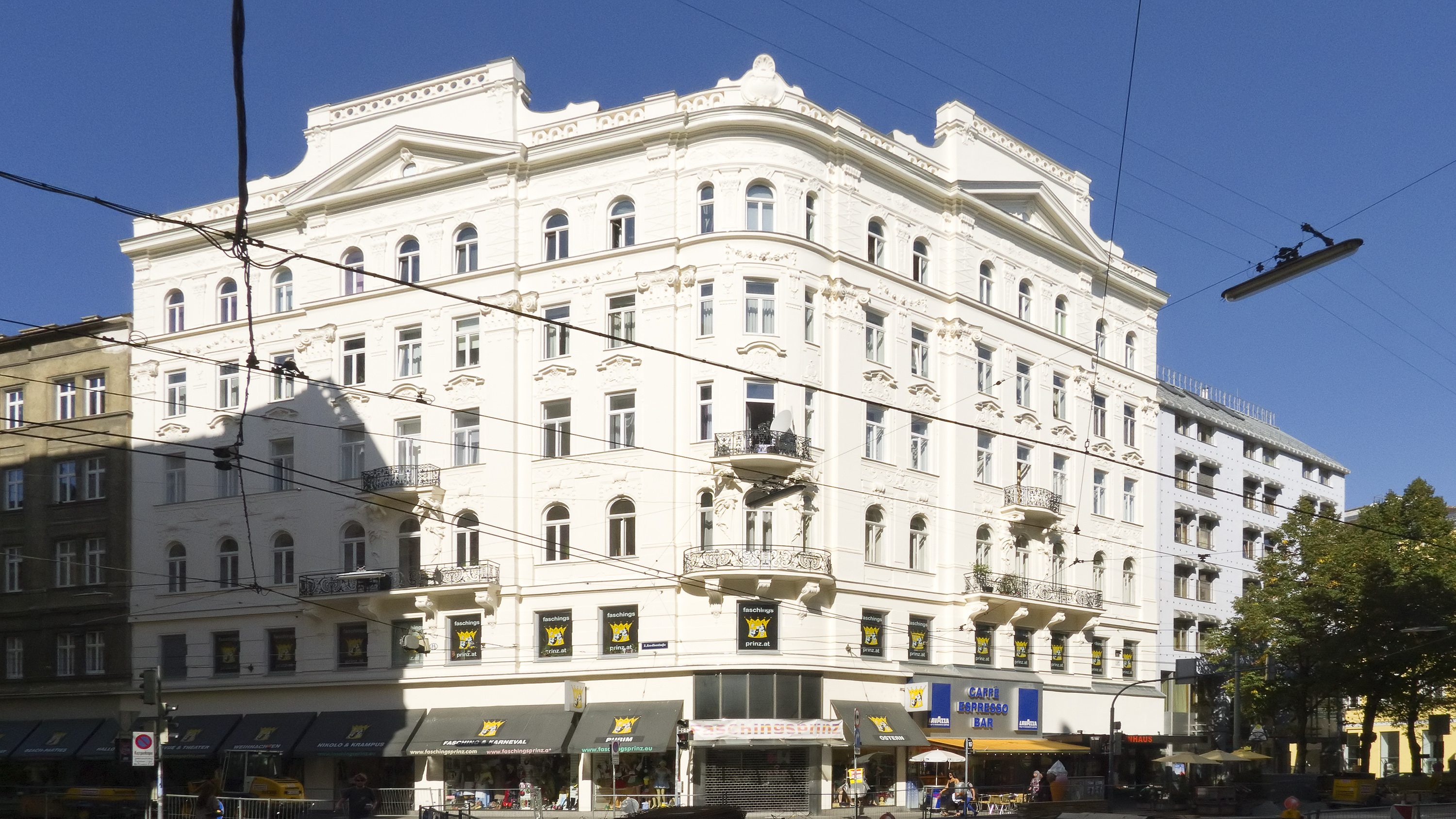
N°11b, résidentiel et commercial
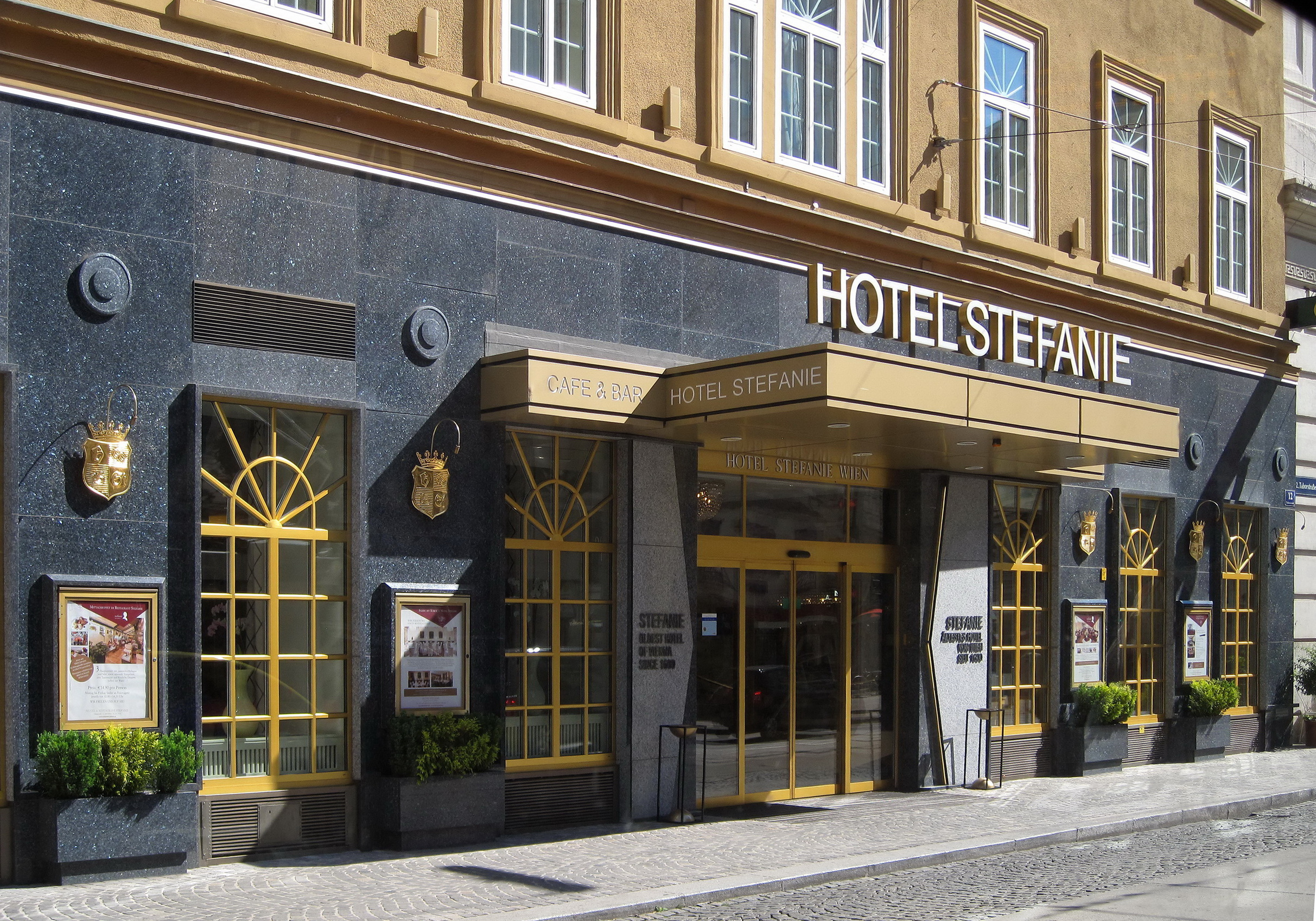
N° 12, entrée de l'Hôtel Stéfanie (le plus vieil hôtel de Vienne)
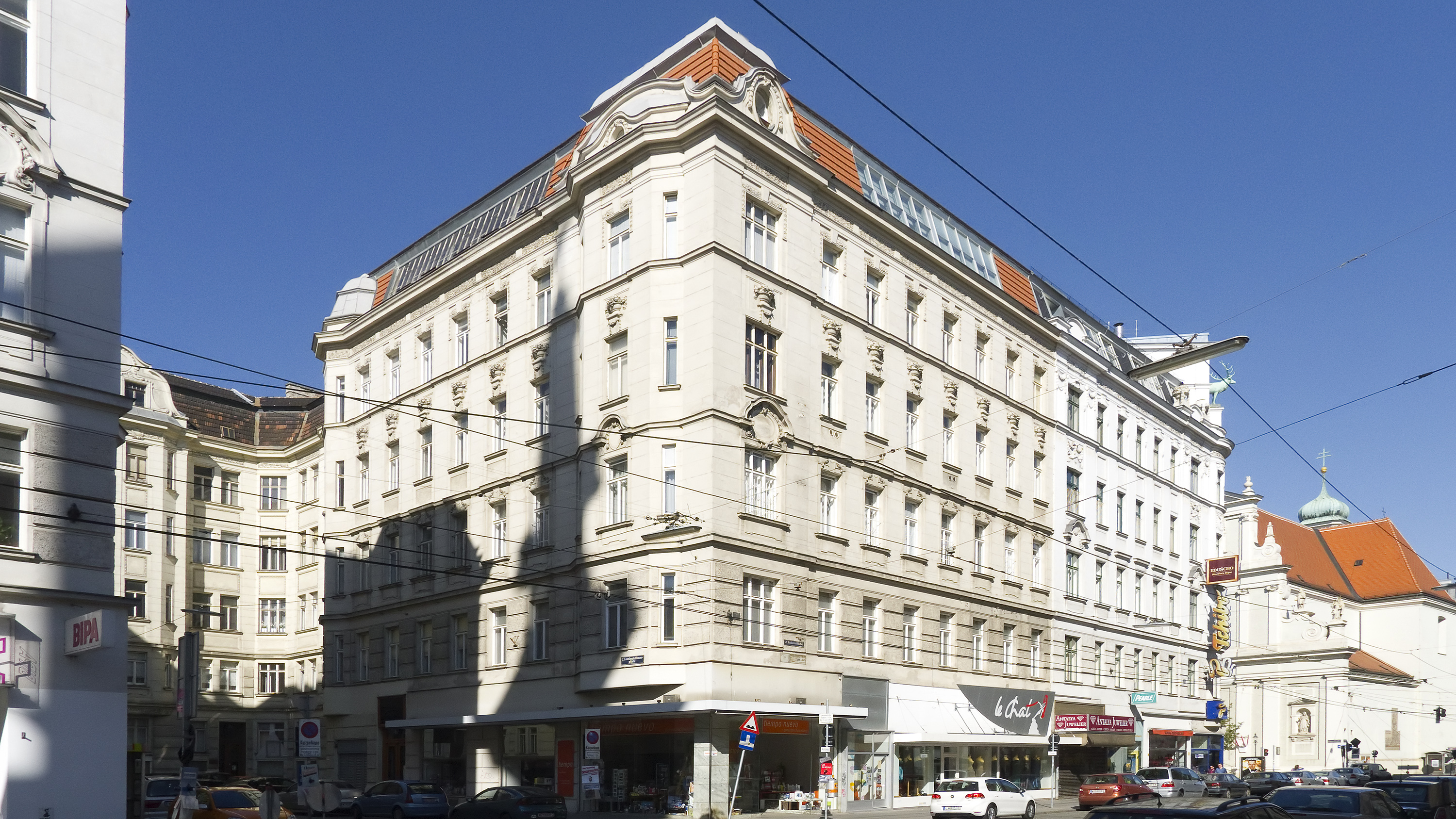
N° 17
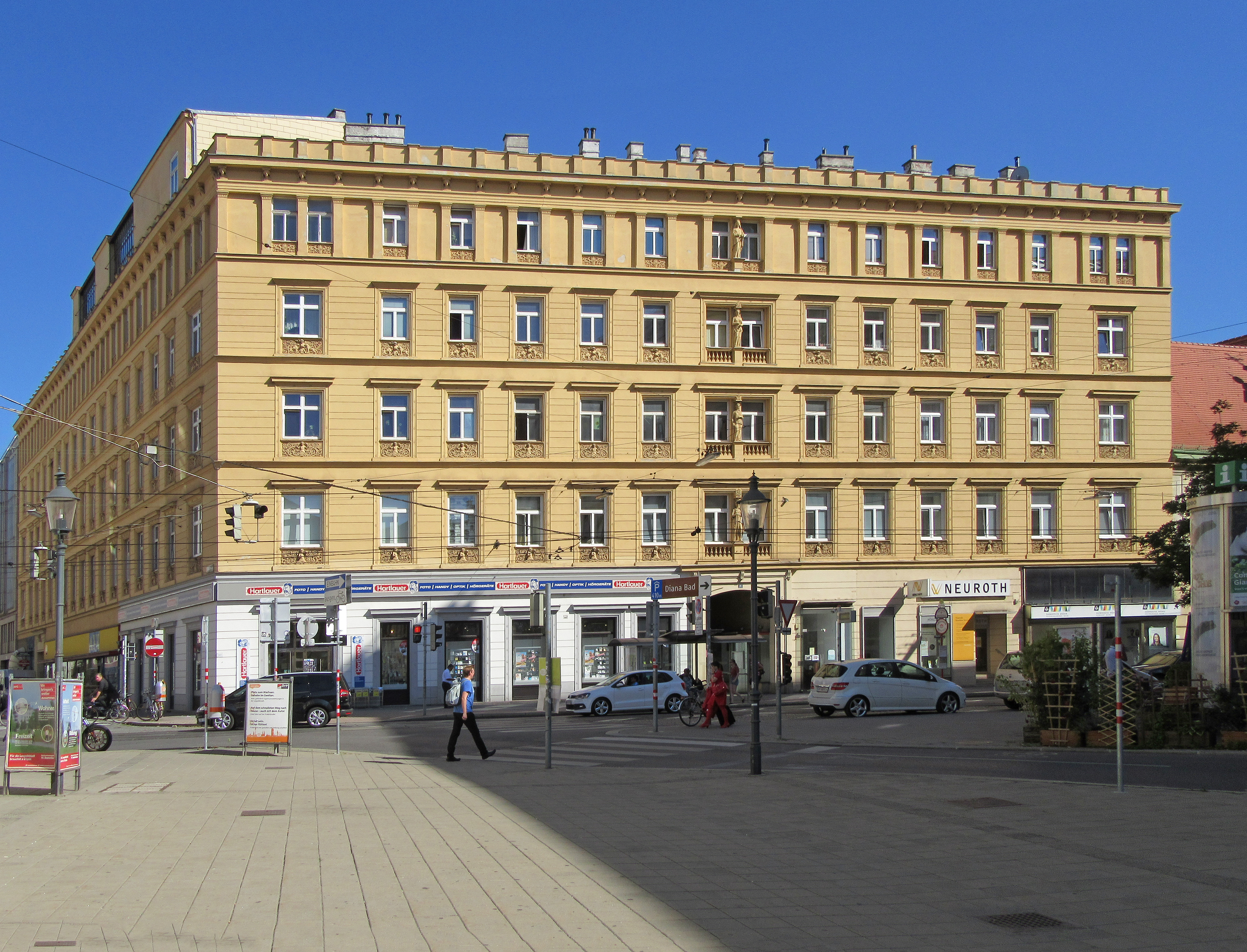
N° 18, ancien Hôtel National
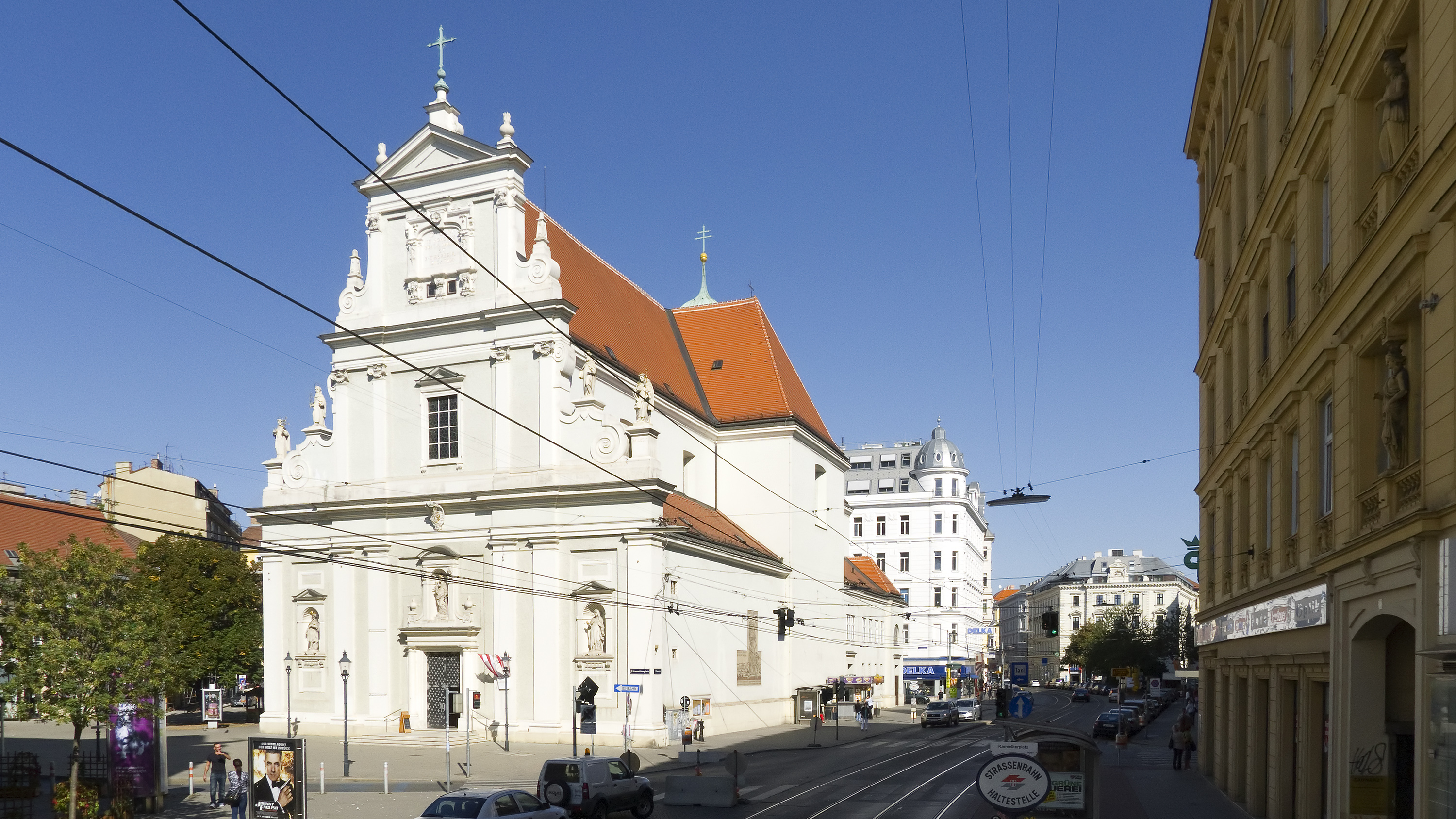
Au n° 19 : Église des Carmélites
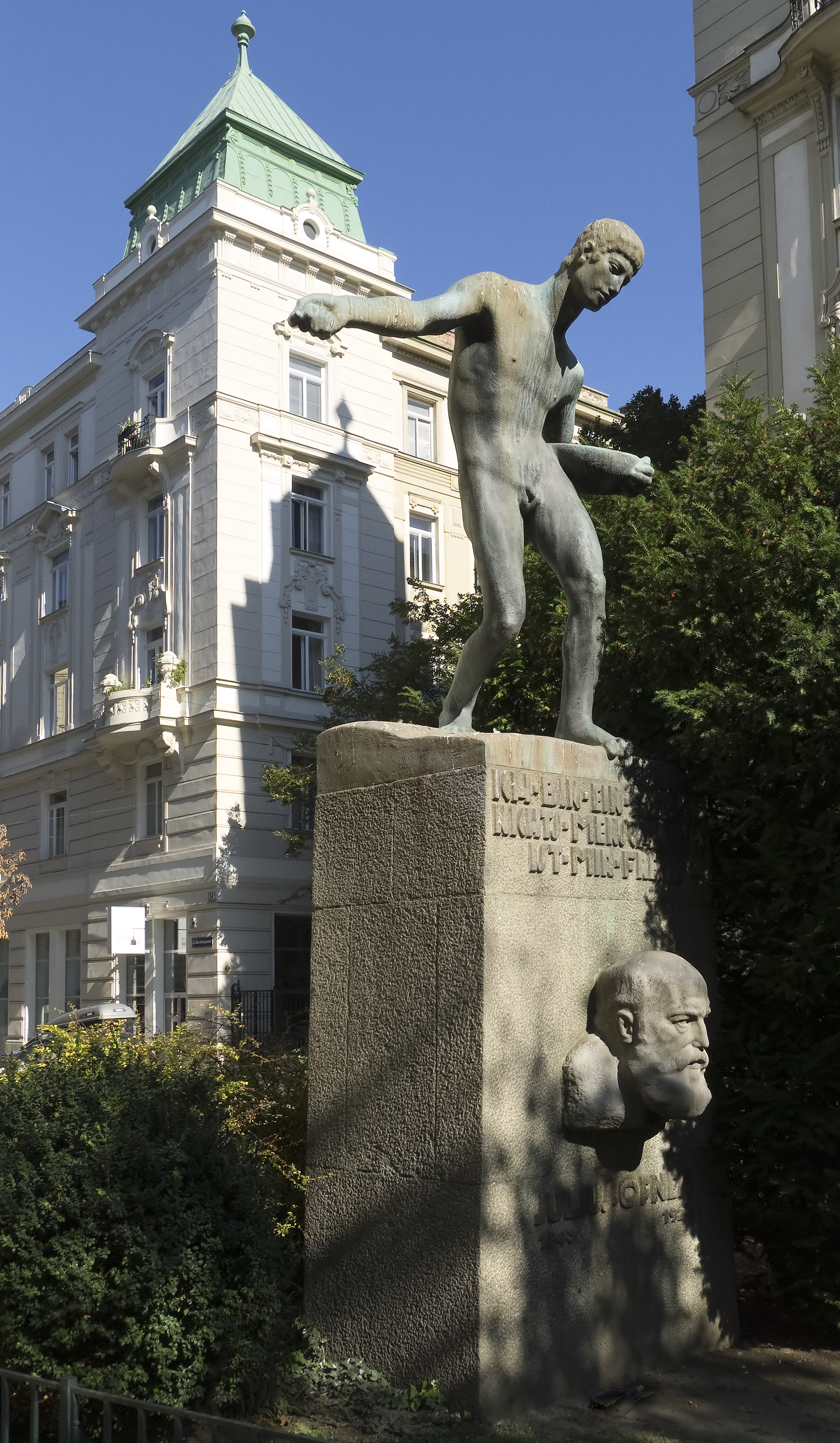
N° 26, monument à Julius Ofner
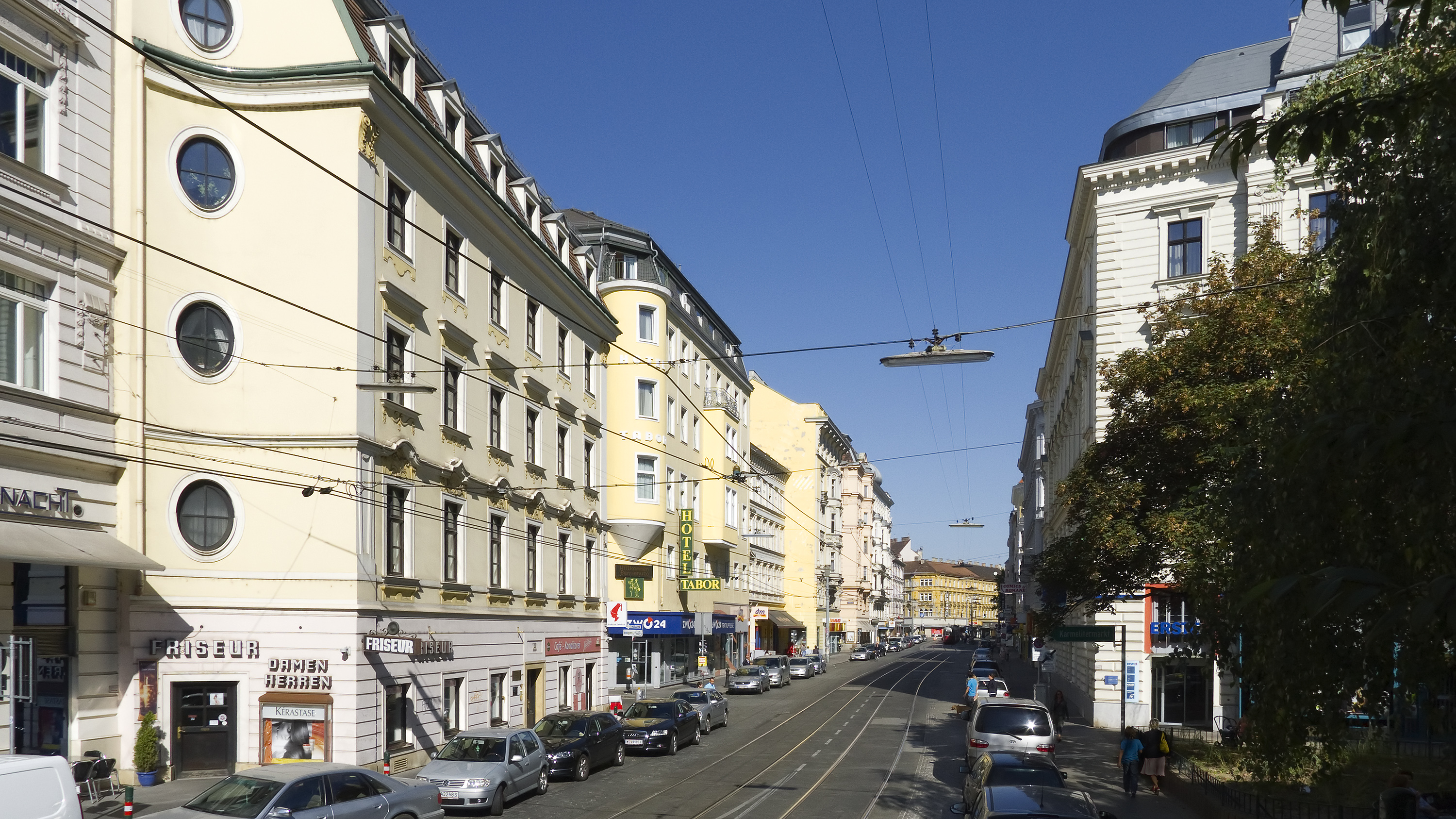
Depuis le numéro 27, carrefour Tandelmarktgasse
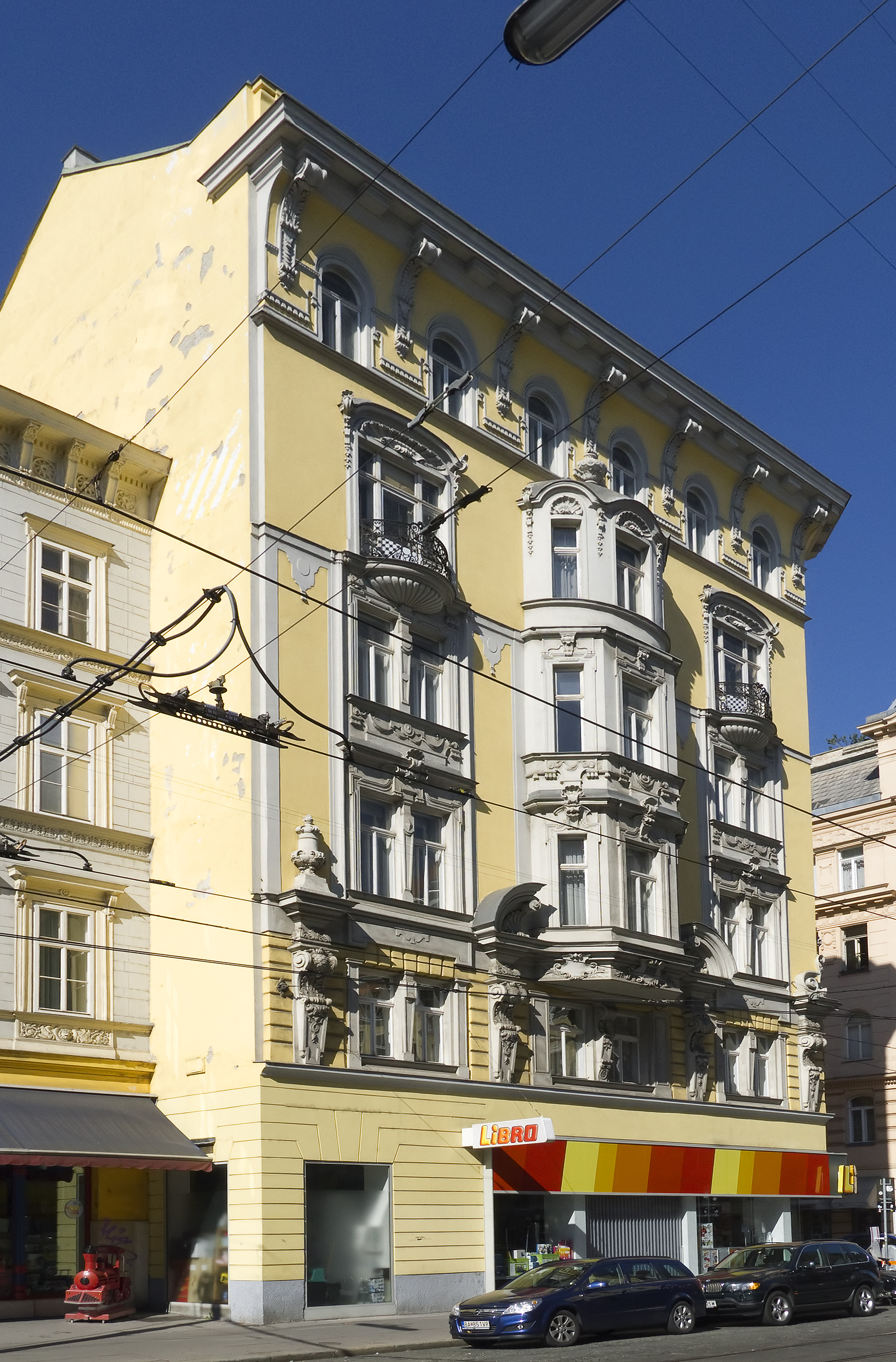
N° 29
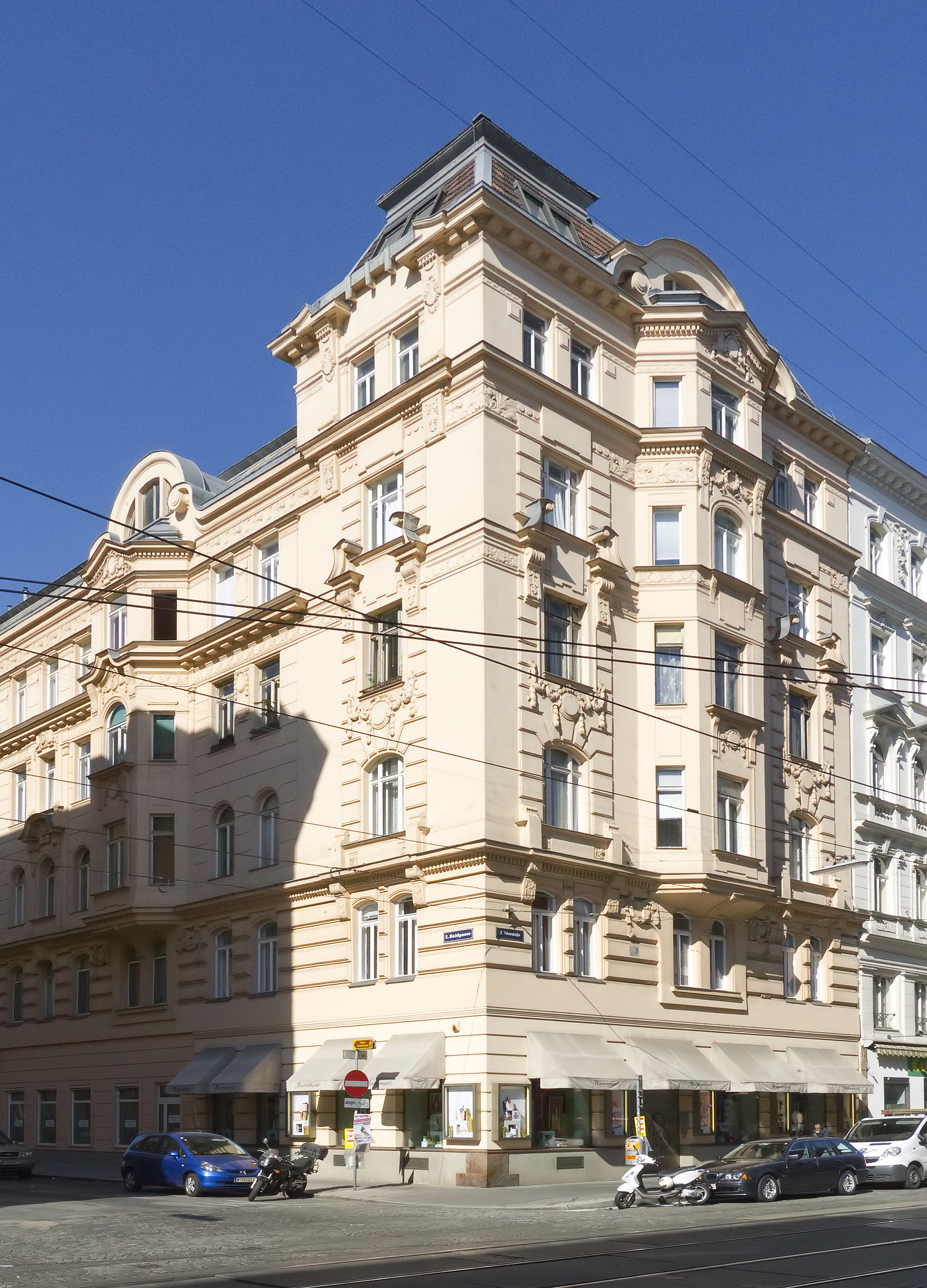
N°31
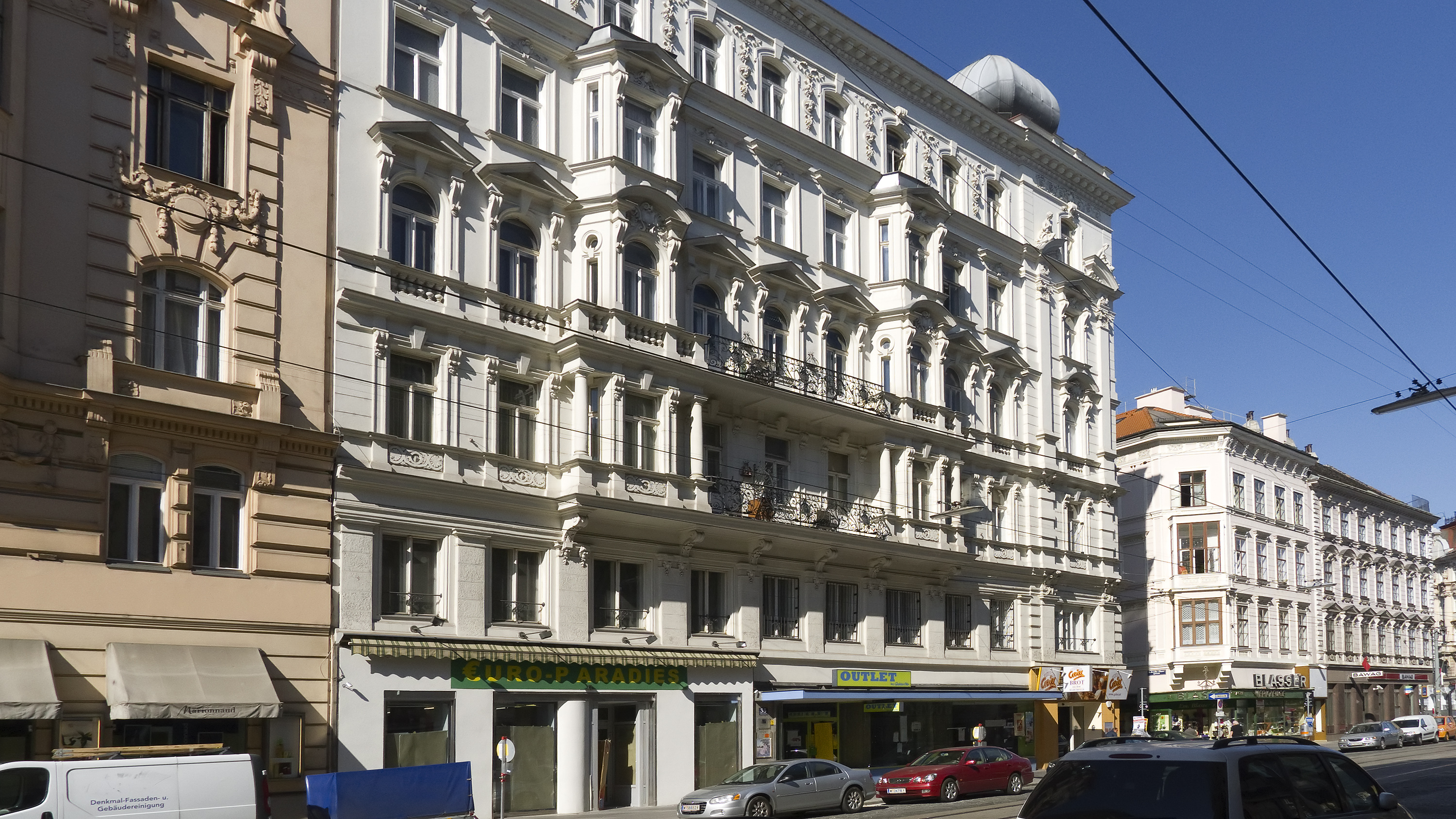
N°33
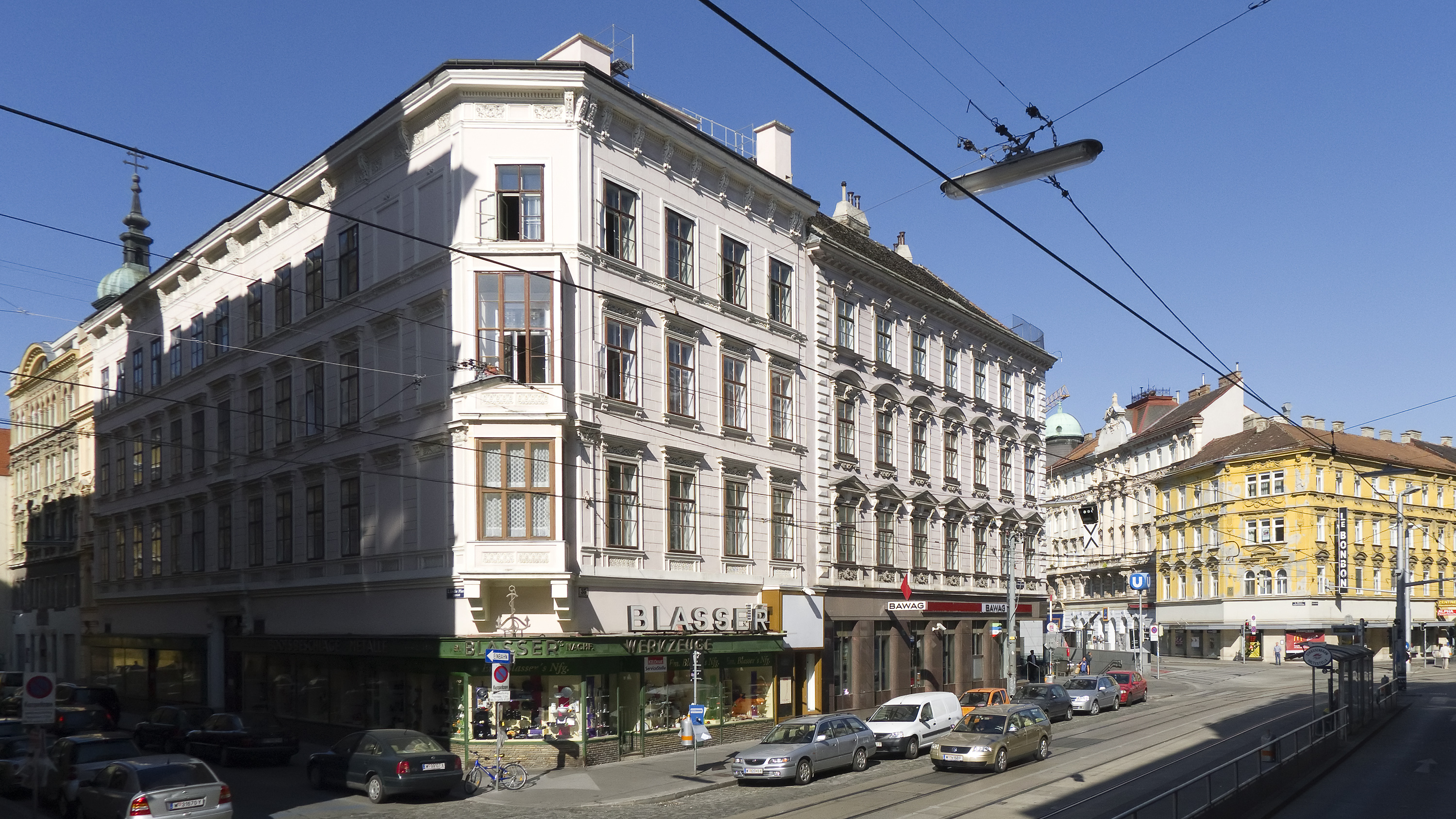
Numéros 35 et 37
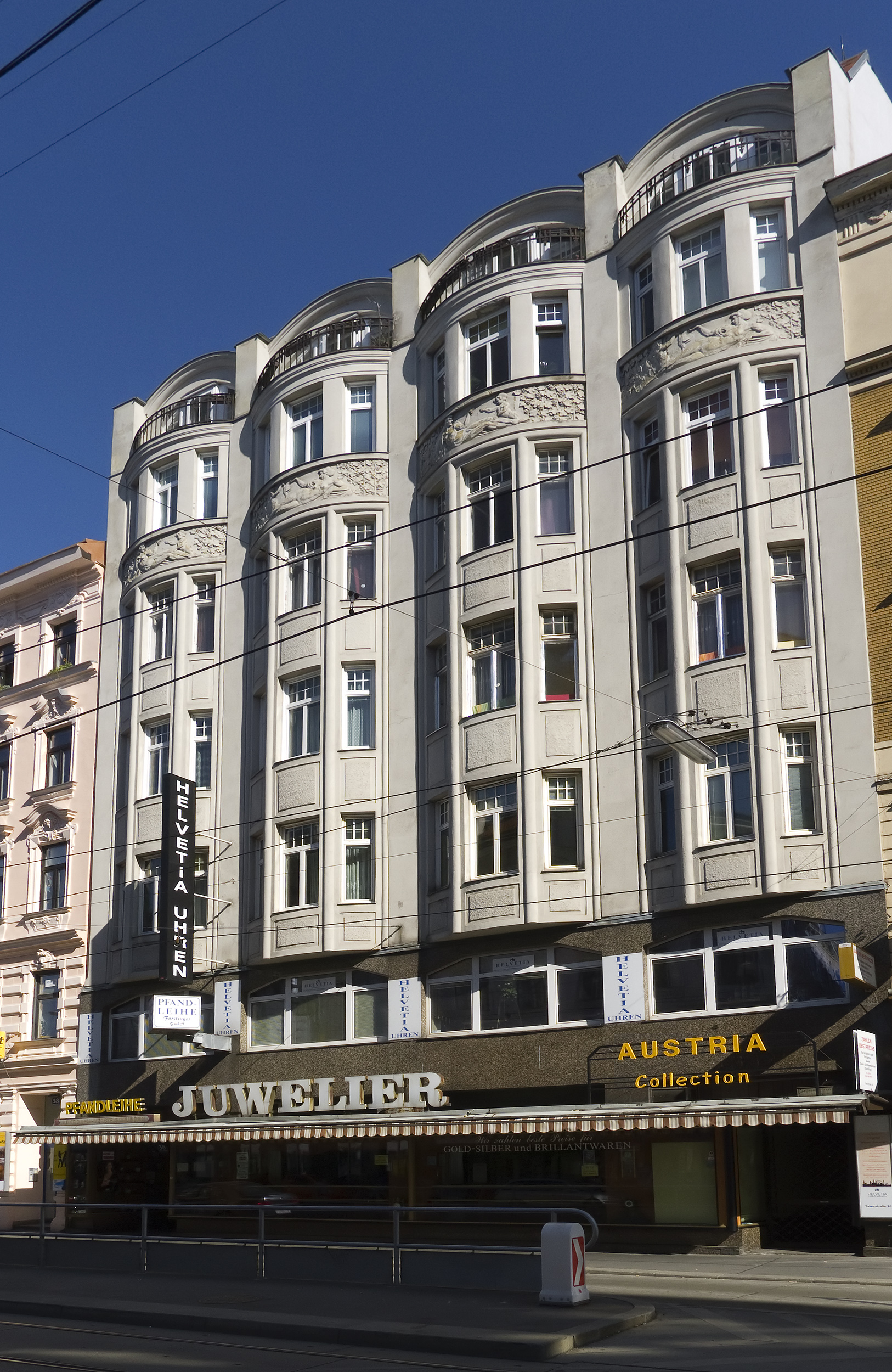
N°36, Ancien Cinéma Hélios
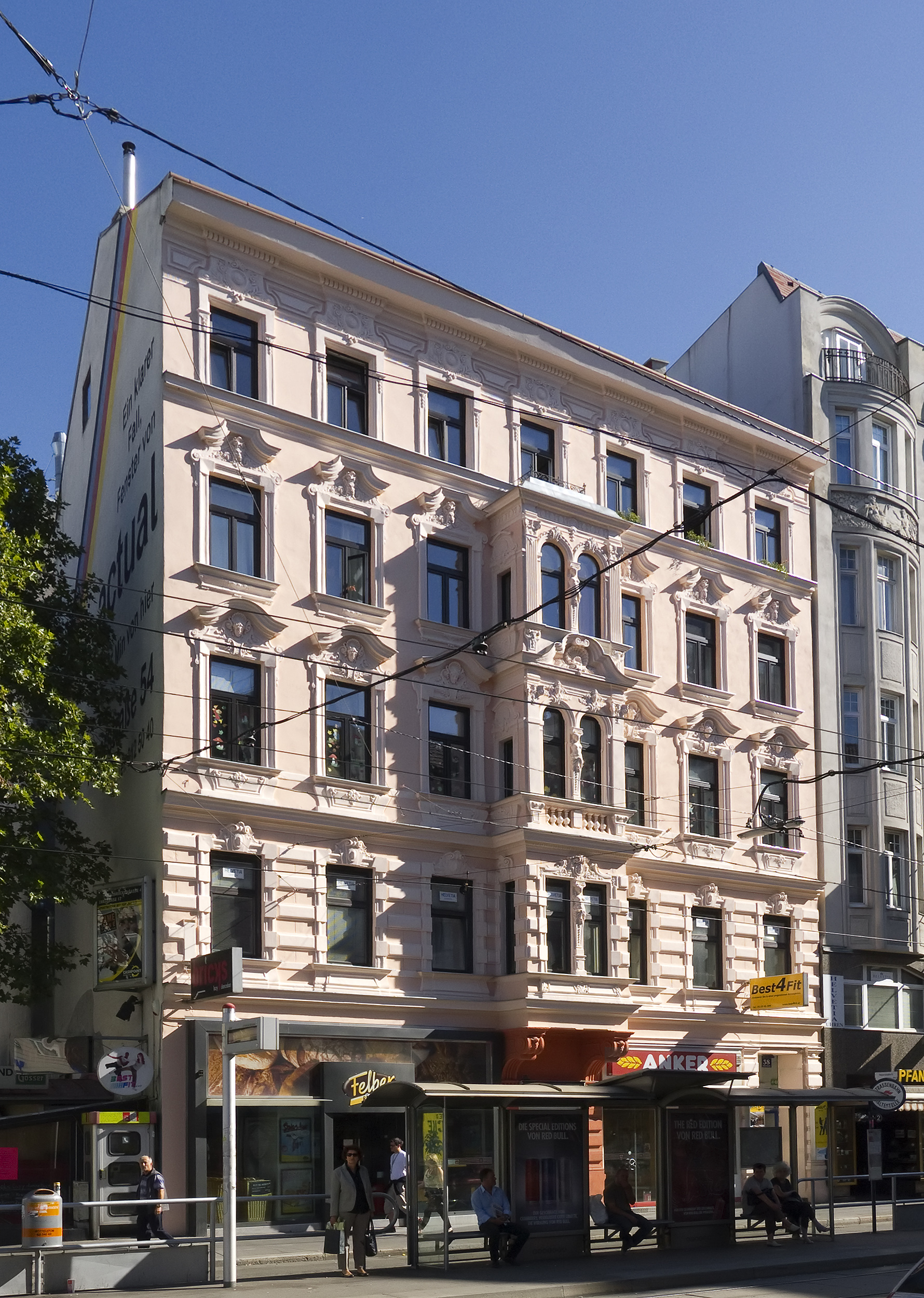
N° 38
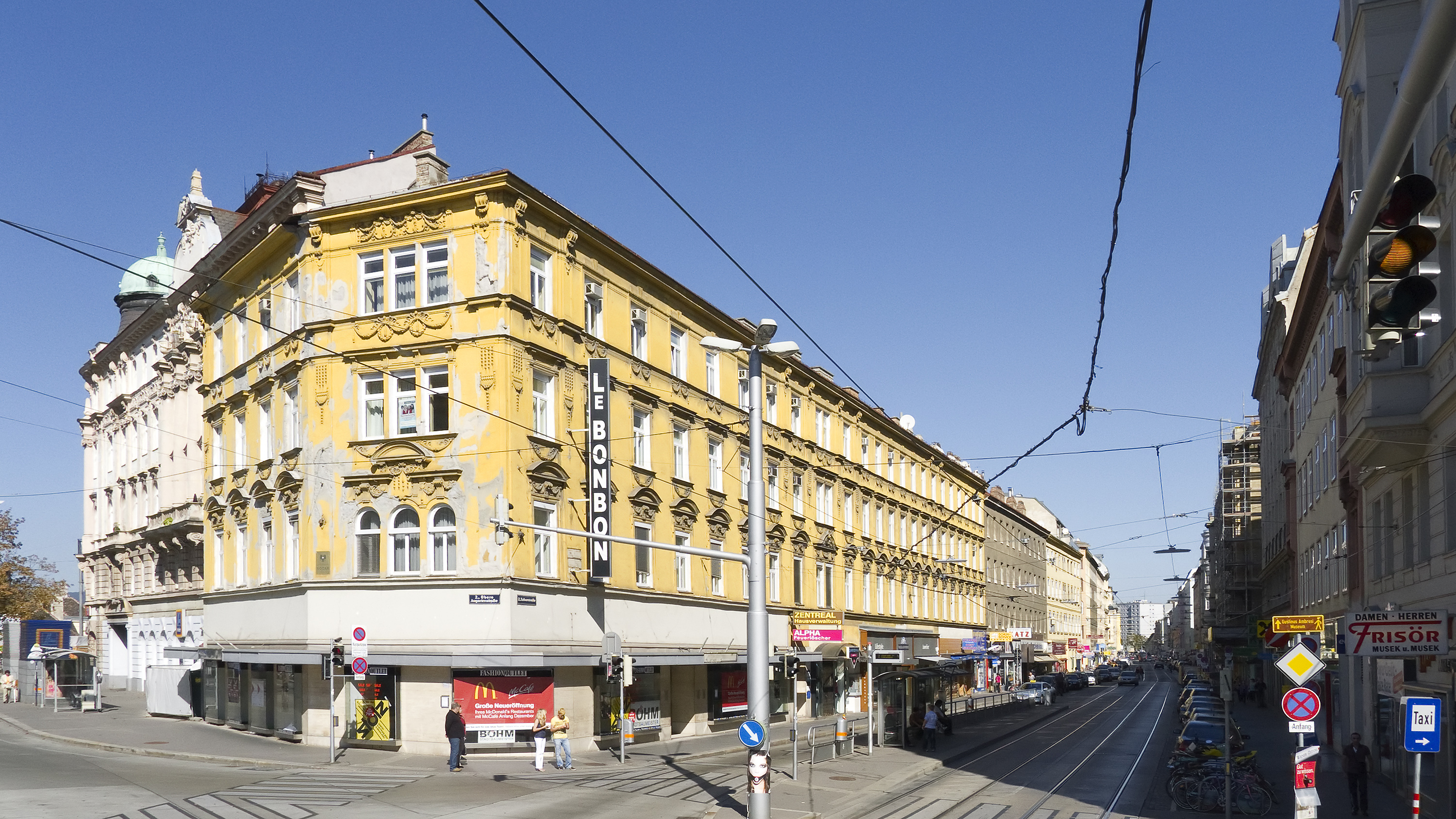
Depuis le numéro 39, carrefour Obere Augartenstraße
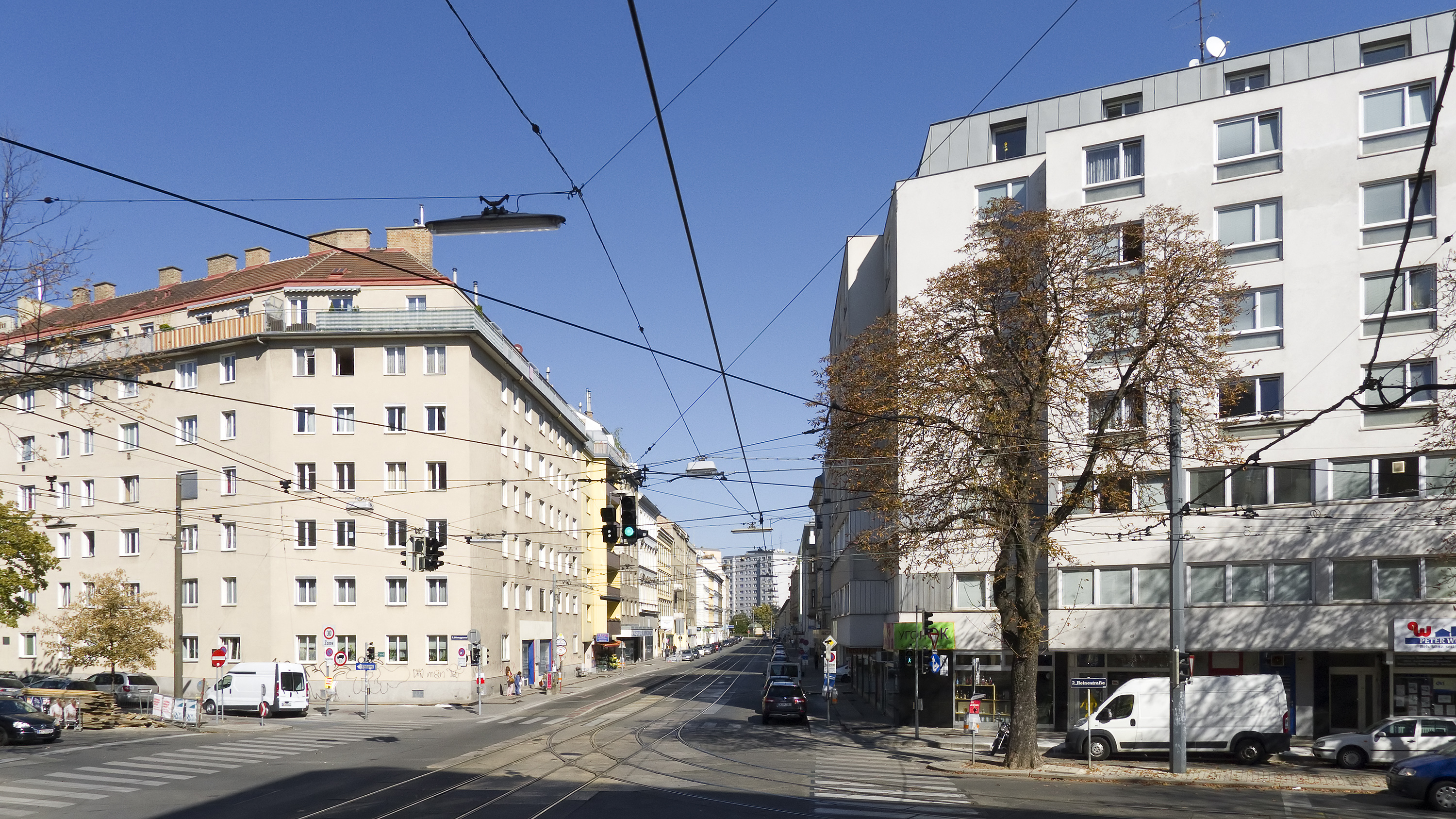
Depuis le numéro 65, carrefour Heinestraße
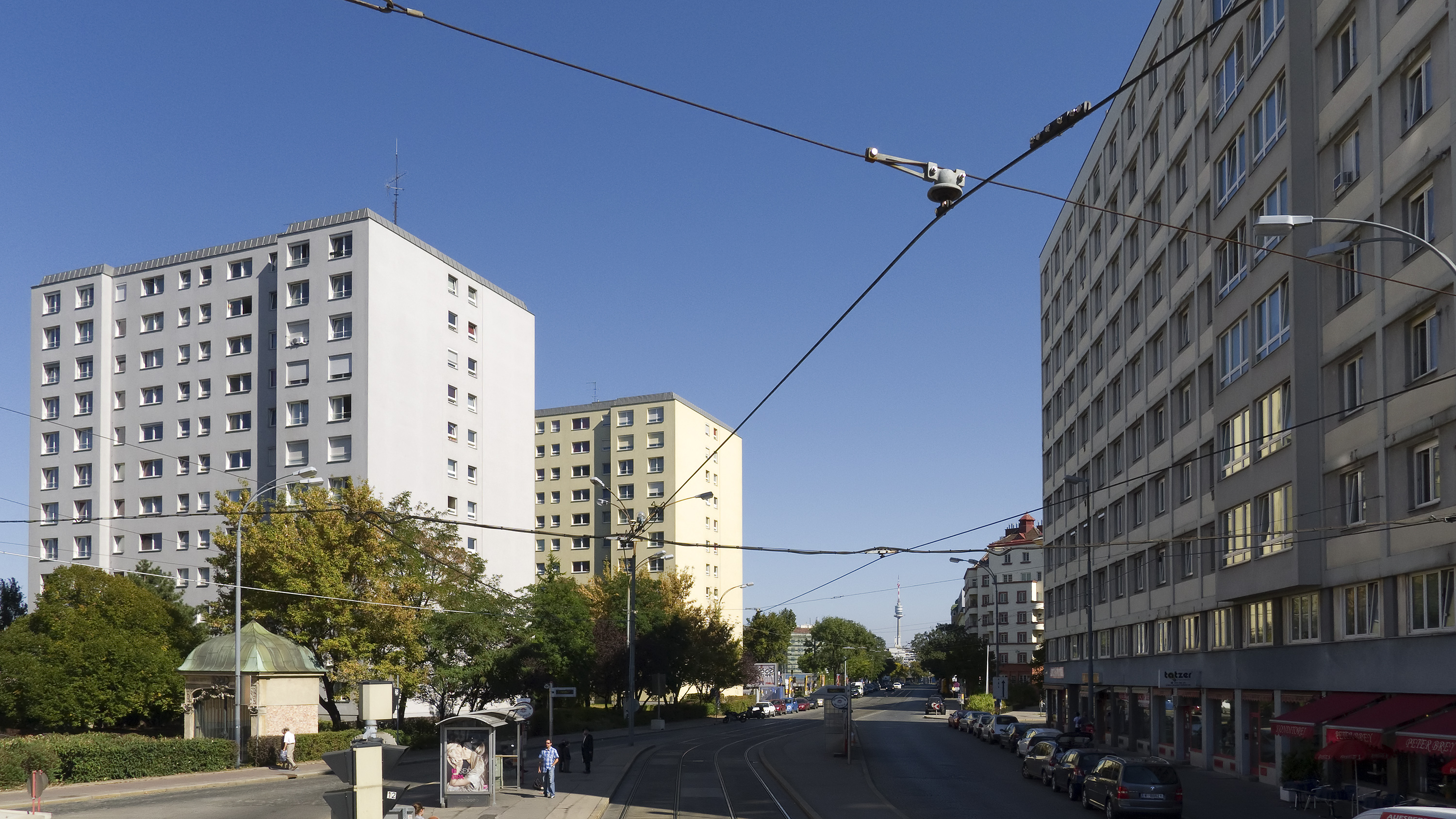
Depuis le numéro 89, carrefour Nordwestbahnstraße
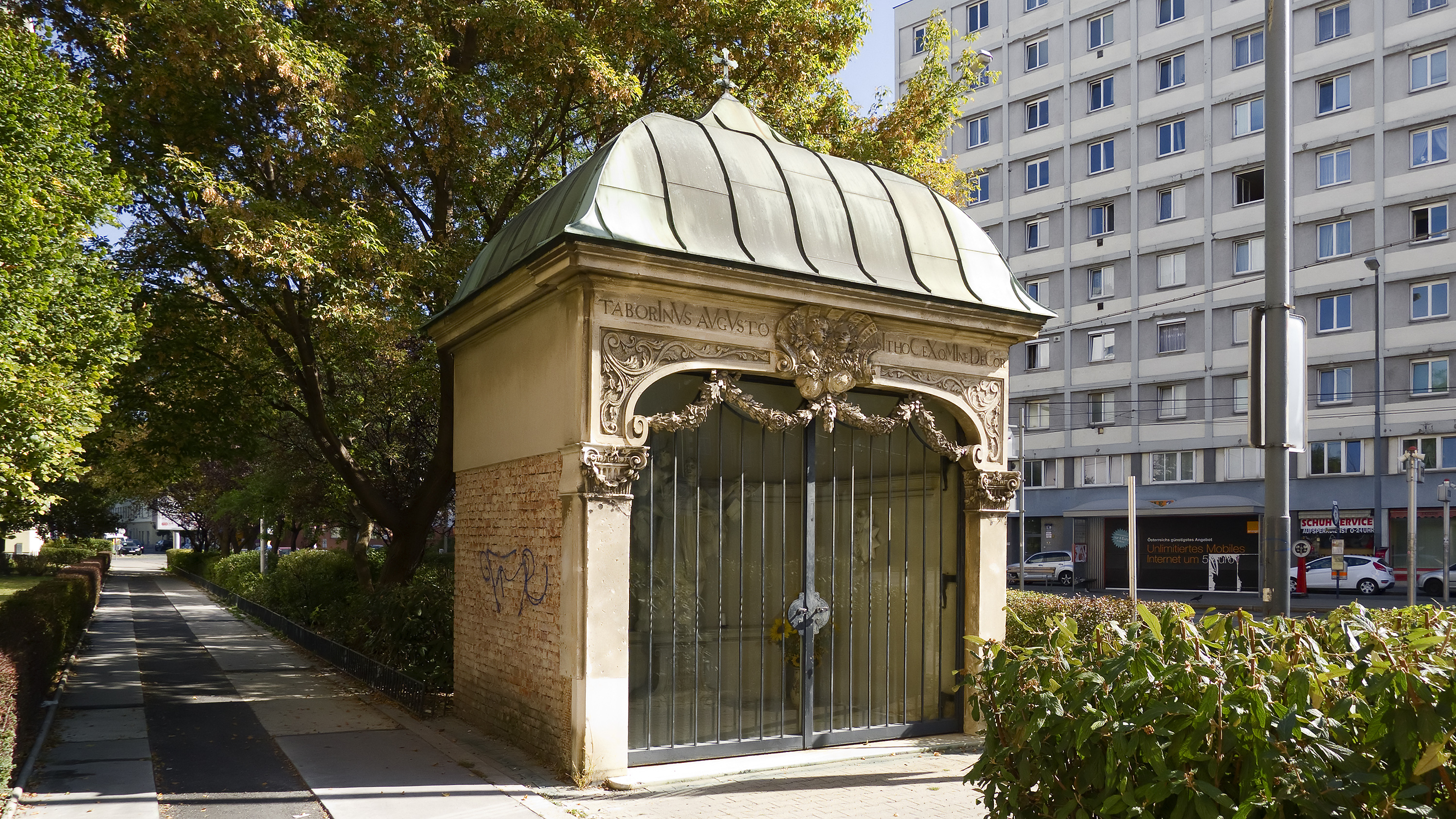
N° 89, chapelle Jean Népomucène
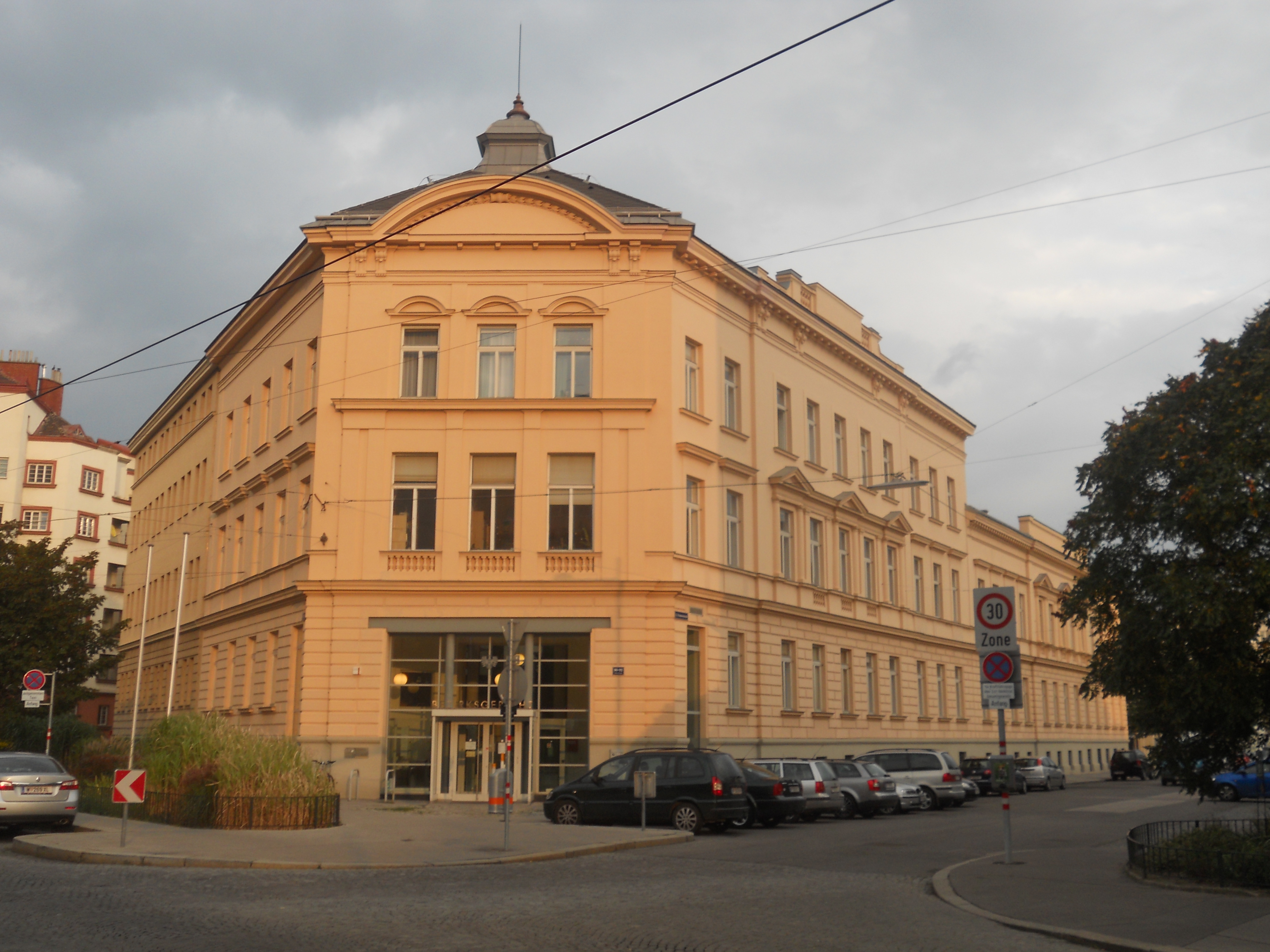
N° 90-92, tribunal de district
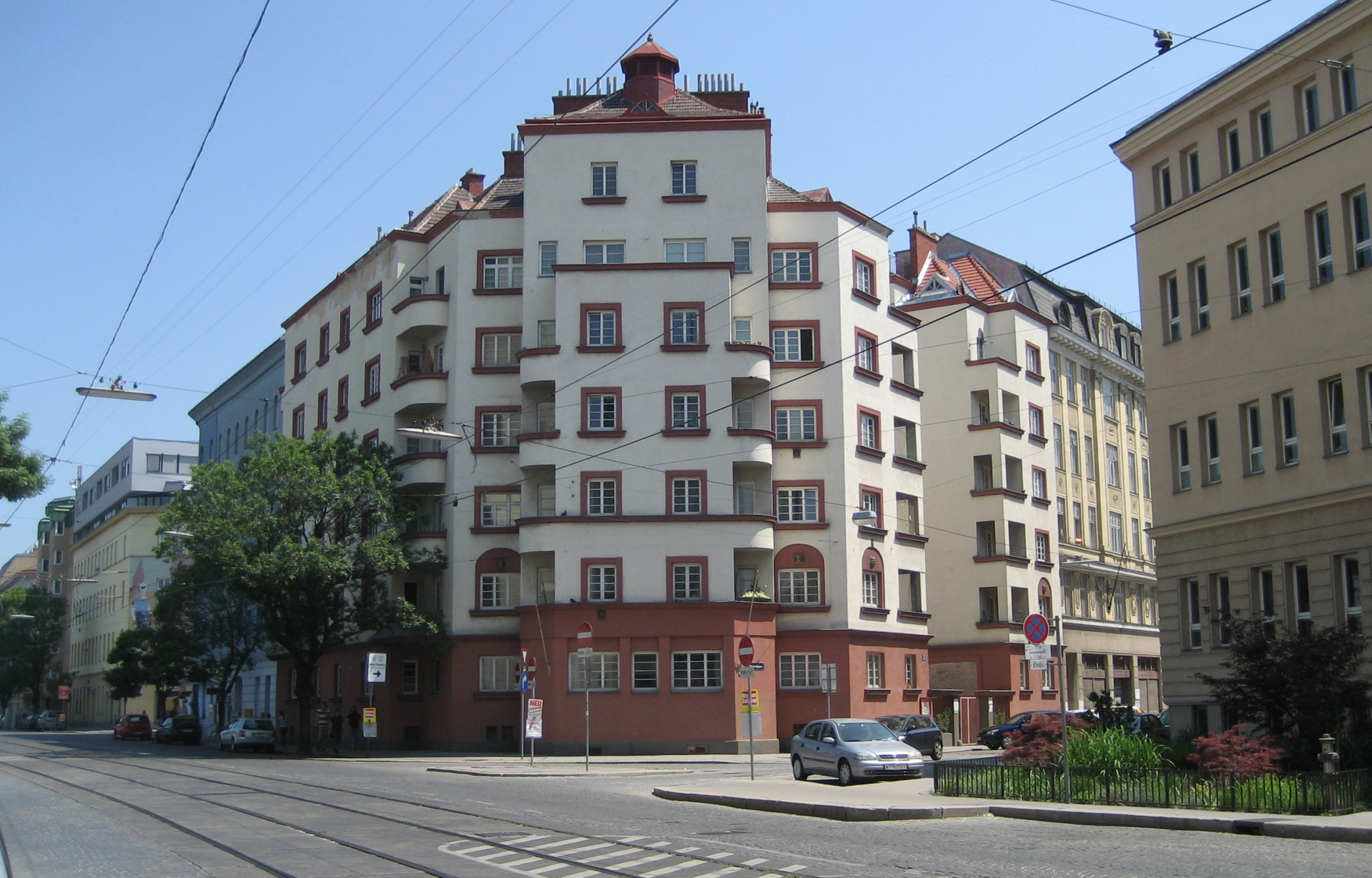
N°94, Ferme Marinelli

## Liens web
- Taborstraße/Karmelitermarkt sur wienwelt.at